# Championnat du monde de Formule 1 2016
Navigation
2015 2017
Le championnat du monde de Formule 1 2016, 67e édition du championnat du monde de Formule 1, débute le 20 mars 2016 à Melbourne en Australie, s'achève le 27 novembre 2016 à Abou Dabi aux Émirats arabes unis et comporte vingt-et-un Grands Prix (deux de plus qu'en 2015). Il marque notamment les débuts de l'écurie américaine, Haas F1 Team et le retour de Renault en tant que constructeur, après le rachat de Lotus. Le Grand Prix d'Europe, absent depuis 2012, fait son retour au calendrier le 19 juin 2016 sur le circuit urbain de Bakou (Azerbaïdjan), tout comme le Grand Prix d'Allemagne qui n'avait pas été couru en 2015. À deux semaines du premier Grand Prix à Melbourne, un nouveau format « éliminatoire » pour les qualifications est adopté, puis abandonné au bout de deux Grand Prix en faveur d'un retour à la formule utilisée jusqu'en 2015. Le calendrier 2016 est le plus chargé du championnat du monde de Formule 1 depuis sa création en 1950 avec vingt-et-une courses au programme.
Dès le Grand Prix du Japon, dix-septième des vingt-et-une manches disputée le 9 octobre, Mercedes Grand Prix remporte son troisième titre mondial des constructeurs consécutif, alors que Nico Rosberg et Lewis Hamilton restent seuls en lice pour l'obtention de la couronne des pilotes. Le pilote allemand remporte finalement à Abou Dabi, le 27 novembre son premier titre de champion du monde avec cinq points d'avance sur son coéquipier. Il est sacré trente-quatre ans après son père Keke. Vainqueur des quatre premières courses de la saison, puis d'une autre série de trois victoires au cœur de l'été, s'imposant également à Bakou,  et pour finir à Suzuka, Nico Rosberg est sacré en se montrant plus régulier que le triple champion du monde britannique, un tournant important ayant lieu le 2 octobre lors du Grand Prix de Malaisie, où Hamilton, qui caracole en tête, est victime d'une casse moteur et voit s'envoler les vingt-cinq points de la victoire. Ce dernier remporte les quatre dernières courses de la saison, et Rosberg assure le titre en terminant les quatre fois derrière lui à la deuxième place. 
Avec neuf victoires pour Rosberg et dix pour Hamilton, Mercedes fait encore mieux que les deux saisons précédentes, étendant son règne à l'ère des moteurs V6 turbo hybrides avec cette année, un record absolu de dix-neuf victoires (n'en ayant laissé échapper que deux, gagnées par les pilotes Red Bull Racing, Max Verstappen en Espagne et Daniel Ricciardo en Malaisie), un autre de vingt pole positions (seul Ricciardo parvenant à partir en tête, à Monaco), trente-trois podiums et huit doublés. La saison 2016 est aussi celle de la révélation pour Max Verstappen qui est transféré en cours de saison de Toro Rosso à Red Bull, remporte sa première course à 18 ans dans sa nouvelle écurie, en Espagne pour devenir le plus jeune vainqueur de l'histoire de la Formule 1, et réalise sous la pluie au Brésil la plus belle remontée de la saison. La Scuderia Ferrari termine l'année sans aucune victoire, tandis que Jenson Button achève sa longue carrière. Cinq jours après l'obtention de son premier titre, Nico Rosberg crée la surprise en annonçant son retrait de la Formule 1.

## Repères de début de saison

### Pilotes
- Fernando Alonso en 2005 et 2006, Kimi Räikkönen en 2007, Lewis Hamilton en 2008, 2014 et 2015, Jenson Button en 2009 et Sebastian Vettel en 2010, 2011, 2012 et 2013 sont les cinq champions du monde en activité.
- Jenson Button, avec 284 départs en Grand Prix à l'entame de la saison, est le pilote ayant le plus d'expérience devant Fernando Alonso (253 départs), Kimi Räikkönen (231 départs), Felipe Massa (229 départs) et Nico Rosberg (185 départs).
- Sebastian Vettel est le pilote engagé en 2016 totalisant le plus de points (1 896 points), devant Lewis Hamilton (1 867 points), Fernando Alonso (1 778 points), Jenson Button (1 214 points) et Nico Rosberg (1 209,50 points).
- Huit pilotes engagés en 2016 ont déjà remporté au moins un Grand Prix : Lewis Hamilton (43 victoires), Sebastian Vettel (42 victoires), Fernando Alonso (32 victoires), Kimi Räikkönen (20 victoires), Jenson Button (15 victoires), Nico Rosberg (14 victoires), Felipe Massa (11 victoires) et Daniel Ricciardo (3 victoires).

Débuts en tant que pilote titulaire de :
- Jolyon Palmer fait ses débuts en Formule 1 chez Renault F1 Team[1].
- Pascal Wehrlein fait ses débuts en Formule 1 chez Manor Racing[2].
- Rio Haryanto fait ses débuts en Formule 1 chez Manor Racing[3]. Il est le 20 mars 2016 à Melbourne le premier pilote indonésien à prendre le départ d'un Grand Prix[4].
- Esteban Ocon fait ses débuts en Formule 1 chez Manor Racing, remplaçant Rio Haryanto à compter du Grand Prix de Belgique[5].
- Stoffel Vandoorne fait ses débuts en Formule 1, au Grand Prix de Bahreïn chez McLaren Racing, pour remplacer Fernando Alonso, forfait.

Transferts :
- Romain Grosjean quitte Lotus F1 Team pour la nouvelle écurie Haas F1 Team[6].

Transferts en cours de saison :
- Max Verstappen est promu chez Red Bull Racing à partir du Grand Prix d'Espagne tandis que Daniil Kvyat fait le chemin inverse et retourne chez Toro Rosso[7].

Départs :
- Pastor Maldonado (96 GP  entre 2011 et 2015, 1 victoire, 76 pts) perd sa place chez Lotus F1 Team (écurie reprise par Renault en 2016)[8].
- Will Stevens (18 GP entre 2014 et 2015) perd sa place chez Manor Racing.
- Roberto Merhi (13 GP en 2015) perd sa place chez Manor Racing.
- Alexander Rossi (5 GP en 2015) perd sa place chez Manor Racing.

Retours :
- Esteban Gutiérrez (38 GP entre 2013 et 2014, 6 pts) revient en Formule 1 dans la nouvelle écurie Haas F1 Team après avoir passé une saison en tant que pilote de développement au sein de la Scuderia Ferrari[9].
- Kevin Magnussen, titulaire chez McLaren en 2014, uniquement présent lors de la première course de la saison 2015 (à Melbourne) où il a remplacé Fernando Alonso, est engagé par Renault F1 Team pour faire équipe avec Jolyon Palmer en 2016[10].

Débuts en tant que pilote-essayeur de :
- Charles Leclerc chez Ferrari et Haas F1 Team.
- Lance Stroll chez Williams F1 Team.
- Alfonso Celis Jr. chez Force India.
- Nikita Mazepin chez Force India.
- Nicholas Latifi chez Renault.
- Nobuharu Matsushita chez McLaren.
- Santino Ferrucci chez Haas F1 Team.

### Écuries
- L'écurie américaine Haas F1 Team fait ses débuts dans le championnat du monde de Formule 1 avec un moteur Ferrari.
- Renault F1 Team revient en Formule 1 après le rachat de Lotus F1 Team.
- La Scuderia Toro Rosso est motorisée par Ferrari (Renault en 2015).
- Manor Racing est motorisé par Mercedes (Ferrari en 2015).
- Red Bull Racing badge TAG Heuer les moteurs achetés à Renault.

### Grands Prix
- Le Grand Prix d'Europe fait son retour au calendrier après quatre ans d'absence, sur le circuit urbain de Bakou en Azerbaïdjan.
- Le Grand Prix d'Allemagne est réinscrit au calendrier après son annulation lors de la saison 2015 à cause des problèmes financiers du Nürburgring.

### Essais privés
Le programme des essais privés en 2016 a été dans un premier temps réduit à deux séances de quatre jours sur le circuit de Catalunya avant le premier Grand Prix à Melbourne, contre trois programmées en 2015. Lors de la troisième journée d'essais à Barcelone, la Ferrari SF16-H de Kimi Räikkönen a été équipée d'un prototype de système de protection de la tête du pilote appelé halo ; Sebastian Vettel l'a testé le dernier jour,.
Une séance supplémentaire est organisée à Barcelone les 17 et 18 mai dans la foulée du Grand Prix d'Espagne sur le Circuit de Catalunya. Il pourrait y avoir une autre session en novembre après celui d'Abou Dabi si les équipes se sont mises d'accord.

## Réglementation

### Règlement sportif: les nouveautés

#### Format de qualification
Le 24 février 2016, le Groupe Stratégique et la Commission F1 adoptent un nouveau système de qualifications consistant à éliminer le pilote le plus lent toutes les 90 secondes. Cette décision doit être validée lors du conseil mondial de la FIA, à Genève, le 4 mars 2016. Cette nouvelle mesure suscite des controverses tant au sein des pilotes que des écuries. Elle a pour but de garder tous les pilotes en piste à chaque séance, jusqu'à leur élimination progressive. Bernie Ecclestone annonce toutefois que cette décision ne serait mise en place qu'au retour de la compétition en Europe, à partir du Grand Prix d'Espagne, afin d'adapter les logiciels de l'organisation et les systèmes d'affichage au nouveau format qualificatif.
Le 4 mars 2016, le nouveau système de qualification est validé et sera appliqué dès la première manche du championnat. La session Q1 dure désormais 16 minutes. Après sept minutes, le pilote le plus lent du plateau est éliminé. Il est procédé ensuite à une élimination toutes les 90 secondes jusqu'à la fin de la session (soit 7 éliminations au total) afin de ne permettre qu'à 15 pilotes d'accéder à la Q2. Cette Q2 dure désormais 15 minutes. Après six minutes, le pilote le plus lent est éliminé. Il est procédé ensuite à une élimination toutes les 90 secondes jusqu'à la fin de la session (soit 7 éliminations au total) afin de ne permettre qu'à 8 pilotes d'accéder à la Q3. Après cinq minutes en Q3 (dont la durée est portée à 14 minutes), le pilote le plus lent est éliminé. Il est procédé ensuite à une élimination toutes les 90 secondes jusqu'à la fin de la session ; ainsi, seuls deux pilotes restent en piste pour se disputer la pole position lors des 90 dernières secondes.
Mise en pratique lors des qualifications du premier Grand Prix de la saison à Melbourne le 19 mars 2016, la formule « éliminatoire » est un échec puisque, lors de la troisième phase, plus une seule voiture n'apparaît en piste dans les cinq dernière minutes, dès lors que les Mercedes sont assurées d'occuper les deux premières places sur la grille. De nombreuses critiques s'élèvent dans le paddock et une réunion d'urgence a lieu le lendemain avec les onze écuries. Unanimement, elles décident de proposer l'abandon de ce format et de revenir à l'ancienne formule dès le Grand Prix suivant à Bahreïn. Toutefois, le jeudi 24 mars, faute d'un accord unanime des vingt-six membres de la Commission F1 nécessaire pour changer le règlement en cours de saison, le format qualificatif à élimination est finalement conservé.
Malgré de nouvelles récriminations des patrons d'équipe et des pilotes à l'issue des qualifications à Sakhir, une réunion tenue sous la houlette de Jean Todt et Bernie Ecclestone avec toutes les équipes, le dimanche 3 avril ne débouche sur aucun accord,,. Toutefois, la FIA s'engage à soumettre au vote, lors d'une prochaine réunion, une nouvelle proposition aux 26 membres de la commission F1, qui pourraient conduire à une modification de l'organisation des qualifications. Il s'agirait de conserver les trois phases qualificatives sans élimination mais, afin d'obliger les pilotes à rouler davantage, les deux meilleurs temps obtenus lors de la Q1, de la Q2 et de la Q3 seraient additionnés,. 
Le 7 avril 2016, les onze équipes de Formule 1 notifient, par courrier adressé à la FOM et à la FIA, leur rejet, à l'unanimité, de la proposition de ces organismes de cumuler les deux meilleurs temps réalisés par les pilotes lors de chaque phase qualificative pour établir les classements de la grille de départ. Ils demandent par ailleurs à revenir au système précédent, utilisé jusqu'en 2015. L'unanimité des équipes et des organismes de management du sport représentés par Bernie Ecclestone et Jean Todt étant trouvée, un retour à l'ancien système de qualifications pourra être effectif dès le Grand Prix de Chine après validation par la Commission F1 et le Conseil Mondial de la FIA,. Le 11 avril, la Commission F1 et le Conseil Mondial de la FIA officialisent le retour au format des années précédentes dès le Grand Prix de Chine.

### Règlement technique: les nouveautés
- Les gaz évacués par les wastegates devront l'être par un ou deux échappement séparés dans le but d'augmenter le niveau de bruit pour les spectateurs. On passe donc d'un unique échappement à deux ou trois selon les constructeurs.
- Le fournisseur de pneus Pirelli introduit un nouveau type de gomme « ultra-tendre » pour le sec, pneus reconnaissables à leurs flancs violets. Pour chaque Grand Prix, le manufacturier proposera trois composés de pneumatiques au lieu de deux et chaque écurie pourra utiliser deux des trois gommes proposées. Pirelli pourrait tout de même imposer certaines gommes pour les circuits urbains. Les équipes sont autorisées à choisir des options différentes pour chacune de leurs deux voitures et les choix seront rendus publics deux semaines avant la course.
- La FIA a choisi d'augmenter le nombre de jetons disponibles pour le développement de l'unité de puissance ; le nombre a été porté à trente-deux, le même nombre que 2015. Cette décision permet également la poursuite du développement sur les pièces, qui devait initialement être fermé, telles que les carters supérieur et inférieur, la commande de soupape, le vilebrequin, le système d'air-valve et d'entraînement des accessoires.

## Pilotes et monoplaces
| Écuries                                | Constructeurs | Châssis | Moteurs                           | Pneus | no | Pilotes           | Pilotes d'essais, de réserve ou de développement                 |
| -------------------------------------- | ------------- | ------- | --------------------------------- | ----- | -- | ----------------- | ---------------------------------------------------------------- |
| Mercedes AMG Petronas Formula One Team | Mercedes-Benz | F1 W07  | Mercedes PU106C                   | P     | 44 | Lewis Hamilton    | Pascal Wehrlein Esteban Ocon                                     |
| Mercedes AMG Petronas Formula One Team | Mercedes-Benz | F1 W07  | Mercedes PU106C                   | P     | 6  | Nico Rosberg      | Pascal Wehrlein Esteban Ocon                                     |
| Scuderia Ferrari                       | Ferrari       | SF16-H  | Ferrari Tipo 059/5                | P     | 5  | Sebastian Vettel  | Esteban Gutiérrez Jean-Éric Vergne Charles Leclerc Antonio Fuoco |
| Scuderia Ferrari                       | Ferrari       | SF16-H  | Ferrari Tipo 059/5                | P     | 7  | Kimi Räikkönen    | Esteban Gutiérrez Jean-Éric Vergne Charles Leclerc Antonio Fuoco |
| Williams Martini Racing                | Williams      | FW38    | Mercedes PU106C                   | P     | 19 | Felipe Massa      | Paul di Resta Alex Lynn Gary Paffett Lance Stroll                |
| Williams Martini Racing                | Williams      | FW38    | Mercedes PU106C                   | P     | 77 | Valtteri Bottas   | Paul di Resta Alex Lynn Gary Paffett Lance Stroll                |
| Red Bull Racing                        | Red Bull      | RB12    | TAG Heuer (Renault) R.E.16        | P     | 3  | Daniel Ricciardo  | Pierre Gasly Sébastien Buemi                                     |
| Red Bull Racing                        | Red Bull      | RB12    | TAG Heuer (Renault) R.E.16        | P     | 26 | Daniil Kvyat      | Pierre Gasly Sébastien Buemi                                     |
| Red Bull Racing                        | Red Bull      | RB12    | TAG Heuer (Renault) R.E.16        | P     | 33 | Max Verstappen    | Pierre Gasly Sébastien Buemi                                     |
| Sahara Force India F1 Team             | Force India   | VJM09   | Mercedes PU106C                   | P     | 27 | Nico Hülkenberg   | Alfonso Celis Jr. Nikita Mazepin                                 |
| Sahara Force India F1 Team             | Force India   | VJM09   | Mercedes PU106C                   | P     | 11 | Sergio Pérez      | Alfonso Celis Jr. Nikita Mazepin                                 |
| Renault Sport Formula 1 Team           | Renault       | R.S.16  | Renault R.E.16                    | P     | 20 | Kevin Magnussen   | Esteban Ocon Nicholas Latifi Carmen Jordá Sergey Sirotkin        |
| Renault Sport Formula 1 Team           | Renault       | R.S.16  | Renault R.E.16                    | P     | 30 | Jolyon Palmer     | Esteban Ocon Nicholas Latifi Carmen Jordá Sergey Sirotkin        |
| Scuderia Toro Rosso                    | Toro Rosso    | STR11   | Ferrari (spécif. 2015) Tipo 059/4 | P     | 33 | Max Verstappen    | Pierre Gasly Sérgio Sette Câmara                                 |
| Scuderia Toro Rosso                    | Toro Rosso    | STR11   | Ferrari (spécif. 2015) Tipo 059/4 | P     | 55 | Carlos Sainz Jr.  | Pierre Gasly Sérgio Sette Câmara                                 |
| Scuderia Toro Rosso                    | Toro Rosso    | STR11   | Ferrari (spécif. 2015) Tipo 059/4 | P     | 26 | Daniil Kvyat      | Pierre Gasly Sérgio Sette Câmara                                 |
| Sauber F1 Team                         | Sauber        | C35     | Ferrari Tipo 059/5                | P     | 9  | Marcus Ericsson   |                                                                  |
| Sauber F1 Team                         | Sauber        | C35     | Ferrari Tipo 059/5                | P     | 12 | Felipe Nasr       |                                                                  |
| McLaren Honda Formula 1 Team           | McLaren       | MP4-31  | Honda RA616H                      | P     | 14 | Fernando Alonso   | Stoffel Vandoorne Nobuharu Matsushita                            |
| McLaren Honda Formula 1 Team           | McLaren       | MP4-31  | Honda RA616H                      | P     | 22 | Jenson Button     | Stoffel Vandoorne Nobuharu Matsushita                            |
| McLaren Honda Formula 1 Team           | McLaren       | MP4-31  | Honda RA616H                      | P     | 47 | Stoffel Vandoorne | Stoffel Vandoorne Nobuharu Matsushita                            |
| Manor Racing MRT                       | MRT           | MRT05   | Mercedes PU106C                   | P     | 94 | Pascal Wehrlein   | Alexander Rossi Rio Haryanto Jordan King                         |
| Manor Racing MRT                       | MRT           | MRT05   | Mercedes PU106C                   | P     | 88 | Rio Haryanto      | Alexander Rossi Rio Haryanto Jordan King                         |
| Manor Racing MRT                       | MRT           | MRT05   | Mercedes PU106C                   | P     | 31 | Esteban Ocon      | Alexander Rossi Rio Haryanto Jordan King                         |
| Haas F1 Team                           | Haas          | VF-16   | Ferrari Tipo 059/5                | P     | 8  | Romain Grosjean   | Charles Leclerc Santino Ferrucci                                 |
| Haas F1 Team                           | Haas          | VF-16   | Ferrari Tipo 059/5                | P     | 21 | Esteban Gutiérrez | Charles Leclerc Santino Ferrucci                                 |

## Grands Prix de la saison 2016
Le 30 septembre 2015, le Conseil mondial de la Fédération internationale de l'automobile réuni à Paris approuve le calendrier 2016 et officialise donc une saison comprenant vingt-et-un Grand Prix, avec quelques modifications dans leur agencement : la Russie et la Malaisie échangent leurs places puisqu'on a couru à Sotchi début mai (4e course) et à Sepang début octobre (16e course), au milieu d'une « tournée est-asiatique » comprenant les Grand Prix de Singapour et du Japon. Absent depuis 2012 après quatre courses disputées à Valence, le Grand Prix d'Europe fait son retour, sur le nouveau circuit urbain de Bakou en Azerbaïdjan. 
| no  | Date         | Grand Prix                    | Lieu              | Vainqueur        | Écurie             | Pole position    | Record du tour   | Pilote du jour   | Résumé |
| --- | ------------ | ----------------------------- | ----------------- | ---------------- | ------------------ | ---------------- | ---------------- | ---------------- | ------ |
| 936 | 20 mars      | Grand Prix d'Australie        | Melbourne         | Nico Rosberg     | Mercedes           | Lewis Hamilton   | Daniel Ricciardo | Romain Grosjean  | Résumé |
| 937 | 3 avril      | Grand Prix de Bahreïn         | Sakhir            | Nico Rosberg     | Mercedes           | Lewis Hamilton   | Nico Rosberg     | Romain Grosjean  | Résumé |
| 938 | 17 avril     | Grand Prix de Chine           | Shanghai          | Nico Rosberg     | Mercedes           | Nico Rosberg     | Nico Hülkenberg  | Daniil Kvyat     | Résumé |
| 939 | 1er mai      | Grand Prix de Russie          | Sotchi            | Nico Rosberg     | Mercedes           | Nico Rosberg     | Nico Rosberg     | Kevin Magnussen  | Résumé |
| 940 | 15 mai       | Grand Prix d'Espagne          | Barcelone         | Max Verstappen   | Red Bull-TAG Heuer | Lewis Hamilton   | Daniil Kvyat     | Max Verstappen   | Résumé |
| 941 | 29 mai       | Grand Prix de Monaco          | Monaco            | Lewis Hamilton   | Mercedes           | Daniel Ricciardo | Lewis Hamilton   | Sergio Pérez     | Résumé |
| 942 | 12 juin      | Grand Prix du Canada          | Montréal          | Lewis Hamilton   | Mercedes           | Lewis Hamilton   | Nico Rosberg     | Max Verstappen   | Résumé |
| 943 | 19 juin      | Grand Prix d'Europe           | Bakou             | Nico Rosberg     | Mercedes           | Nico Rosberg     | Nico Rosberg     | Sergio Pérez     | Résumé |
| 944 | 3 juillet    | Grand Prix d'Autriche         | Spielberg         | Lewis Hamilton   | Mercedes           | Lewis Hamilton   | Lewis Hamilton   | Max Verstappen   | Résumé |
| 945 | 10 juillet   | Grand Prix de Grande-Bretagne | Silverstone       | Lewis Hamilton   | Mercedes           | Lewis Hamilton   | Nico Rosberg     | Max Verstappen   | Résumé |
| 946 | 24 juillet   | Grand Prix de Hongrie         | Budapest          | Lewis Hamilton   | Mercedes           | Nico Rosberg     | Kimi Räikkönen   | Kimi Raïkkönen   | Résumé |
| 947 | 31 juillet   | Grand Prix d'Allemagne        | Hockenheim        | Lewis Hamilton   | Mercedes           | Nico Rosberg     | Daniel Ricciardo | Daniel Ricciardo | Résumé |
| 948 | 28 août      | Grand Prix de Belgique        | Spa-Francorchamps | Nico Rosberg     | Mercedes           | Nico Rosberg     | Lewis Hamilton   | Lewis Hamilton   | Résumé |
| 949 | 4 septembre  | Grand Prix d'Italie           | Monza             | Nico Rosberg     | Mercedes           | Lewis Hamilton   | Fernando Alonso  | Nico Rosberg     | Résumé |
| 950 | 18 septembre | Grand Prix de Singapour       | Singapour         | Nico Rosberg     | Mercedes           | Nico Rosberg     | Daniel Ricciardo | Sebastian Vettel | Résumé |
| 951 | 2 octobre    | Grand Prix de Malaisie        | Sepang            | Daniel Ricciardo | Red Bull-TAG Heuer | Lewis Hamilton   | Nico Rosberg     | Max Verstappen   | Résumé |
| 952 | 9 octobre    | Grand Prix du Japon           | Suzuka            | Nico Rosberg     | Mercedes           | Nico Rosberg     | Sebastian Vettel | Max Verstappen   | Résumé |
| 953 | 23 octobre   | Grand Prix des États-Unis     | Austin            | Lewis Hamilton   | Mercedes           | Lewis Hamilton   | Sebastian Vettel | Max Verstappen   | Résumé |
| 954 | 30 octobre   | Grand Prix du Mexique         | Mexico            | Lewis Hamilton   | Mercedes           | Lewis Hamilton   | Daniel Ricciardo | Sebastian Vettel | Résumé |
| 955 | 6 novembre   | Grand Prix du Brésil          | São Paulo         | Lewis Hamilton   | Mercedes           | Lewis Hamilton   | Max Verstappen   | Max Verstappen   | Résumé |
| 956 | 27 novembre  | Grand Prix d'Abou Dabi        | Yas Marina        | Lewis Hamilton   | Mercedes           | Lewis Hamilton   | Sebastian Vettel | Sebastian Vettel | Résumé |

## Déroulement de la saison et faits marquants du championnat

### Grand Prix d'Australie

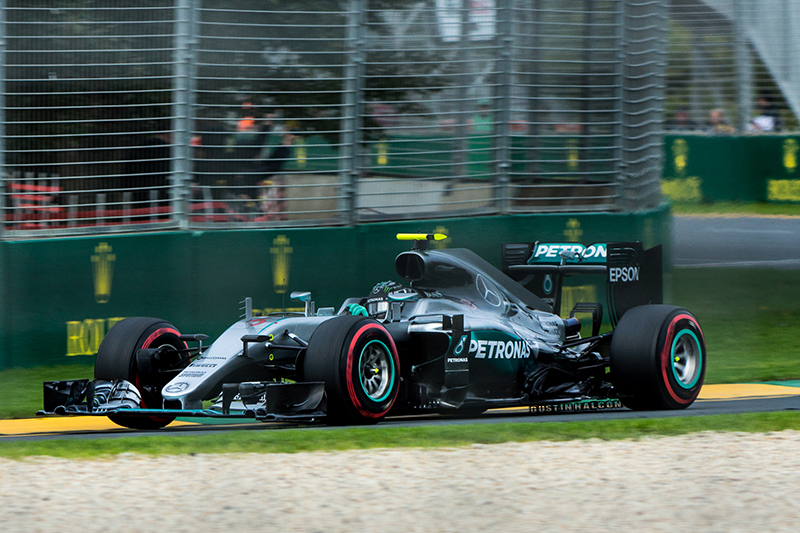
Nico Rosberg au Grand Prix automobile d'Australie 2016.

Sur fond de polémique concernant le nouveau format des qualifications adopté deux semaines plus tôt par la FIA et mis en pratique pour la première fois à Melbourne, Lewis Hamilton domine toutes les séances d'essais et la dernière phase des qualifications où le duel escompté avec son coéquipier Nico Rosberg n'a pas lieu. Le triple champion du monde britannique réalise ainsi sa troisième pole position consécutive sur la piste australienne, la cinquantième de sa carrière. Derrière une nouvelle première ligne entièrement occupée par les Mercedes, Sebastian Vettel (à 8 dixièmes de seconde) et Kimi Räikkönen (à 1 s 196) au volant de leurs Ferrari SF16-H suivent en deuxième ligne ; ils devancent la Toro Rosso STR11 à moteur Ferrari de Max Verstappen et la Williams FW38 de Felipe Massa.
Le dimanche, à l'extinction des feux, les deux Flèches d'Argent ratent leur envol, Vettel jaillit en tête devant Räikkönen tandis que Rosberg n'est plus que troisième et que Hamilton chute au sixième rang à la fin du premier tour, le forçant à entamer sa remontée. Le quadruple champion du monde allemand mène la course jusqu'au dix-septième tour, quand un violent accrochage entre Esteban Gutiérrez et Fernando Alonso provoque l'interruption de l'épreuve au drapeau rouge. À ce point, Ferrari commet l'erreur stratégique de chausser Vettel de pneus supertendres usés alors que les Mercedes, qui repartent en pneus médiums neufs (les plus durs proposés par Pirelli), n'auront plus besoin de s'arrêter. Tandis que Räikkönen abandonne, moteur en feu, Vettel, toujours en tête, doit repasser au stand au trente-cinquième tour et laisse le champ libre à un doublé Mercedes, pour terminer troisième, comme en 2015. Rosberg obtient la quinzième victoire de sa carrière et son quatrième succès consécutif. Daniel Ricciardo ravit son public en prenant la quatrième place, avec le meilleur tour en course. Il devance Felipe Massa et Romain Grosjean qui marque les huit premiers points de l'écurie novice américaine Haas F1 Team. Nico Hülkenberg se classe septième en prenant le meilleur sur Valtteri Bottas. Les deux Toro Rosso-Ferrari de Carlos Sainz Jr. et Max Verstappen s'adjugent les points restants. 
Mercedes, avec 43 points, mène le championnat devant Ferrari (15 points) et Williams (14 points) ; suivent Red Bull Racing (12 points), Haas (8 points), Force India (6 points) et Scuderia Toro Rosso (3 points).
En marge de la course, les onze écuries réunies d'urgence proposent, à l'unanimité, d'abandonner le nouveau format des qualifications et d'en revenir à la formule classique dès le prochain Grand Prix à Bahreïn. Toutefois, après réflexion, Williams F1 Team, Force India et Pirelli s'opposent au retour de l'ancien système. Le jeudi 24 mars, faute de l'accord unanime des vingt-six membres de la Commission F1 nécessaire pour changer le règlement en cours de saison, le format qualificatif à élimination est finalement conservé.

### Grand Prix de Bahreïn

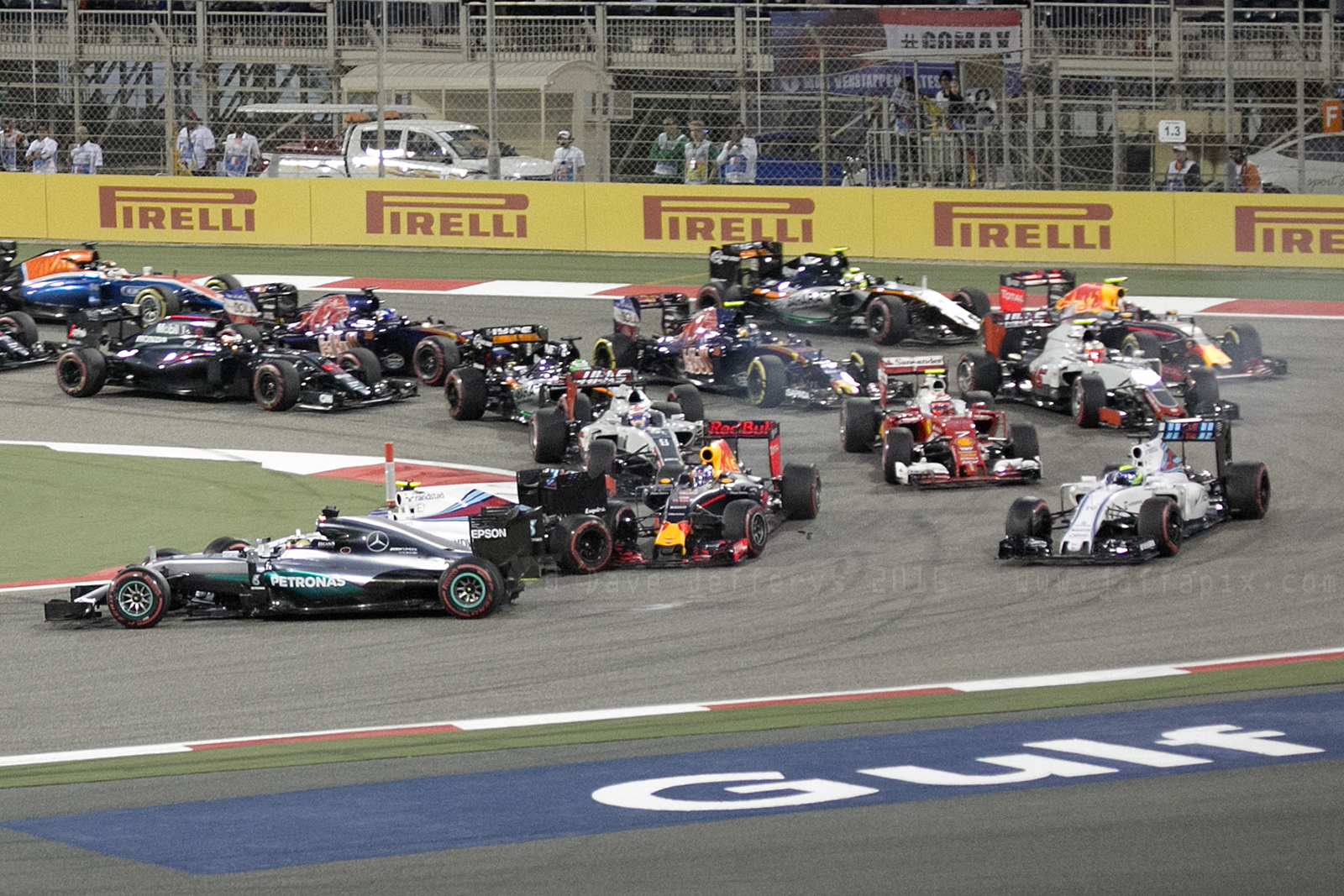
Le départ du Grand Prix de Bahreïn 2016.

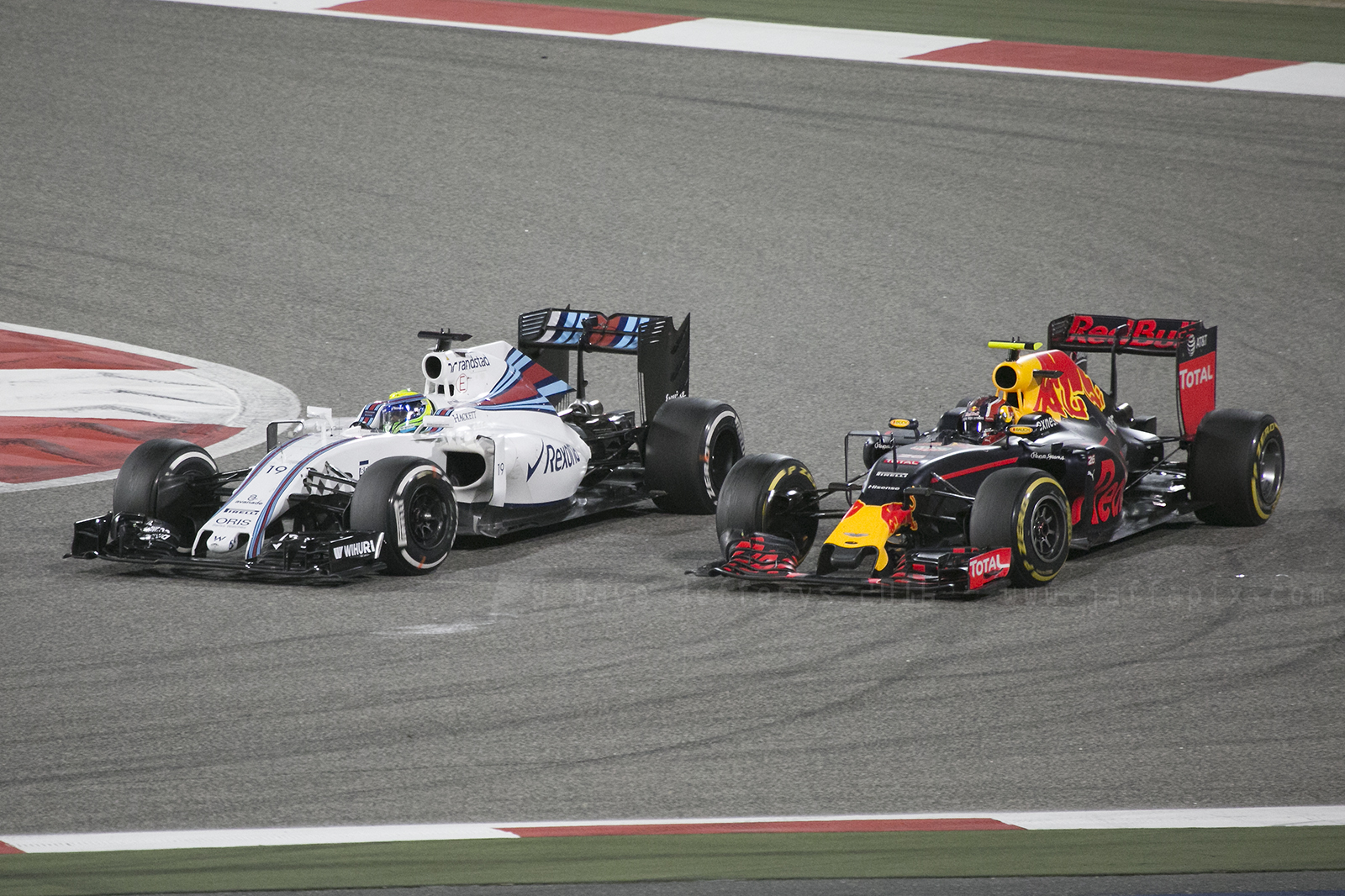
Massa et Kvyat à Bahreïn en 2016.

Dix jours après son violent accident au dix-septième tour du Grand Prix d'Australie à Melbourne et à la suite d'examens effectués le 30 mars, Fernando Alonso n'est pas autorisé par le corps médical de la FIA à prendre le départ de cette course ; il est remplacé chez McLaren-Honda par Stoffel Vandoorne. En réalisant, en 1 minute 29 secondes et 493, la cinquante-et-unième pole position de sa carrière, sa deuxième consécutive cette saison, Lewis Hamilton bat le record de la piste de Sakhir détenu depuis 2005 par Mark Webber. C'est par ailleurs la huitième fois consécutivement que la première ligne est entièrement aux couleurs des Flèches d'Argent. Elles devancent les deux Ferrari SF16-H de Sebastian Vettel et Kimi Räikkönen, à l'issue d'une troisième phase des qualifications où seules ces quatre voitures ont réalisé deux tentatives. La troisième ligne est occupée par Daniel Ricciardo sur Red Bull RB12 et Valtteri Bottas au volant d'une Williams FW38. 
Auteur d'un départ parfait, Nico Rosberg s'envole en tête de la course, mène les cinquante-sept tours sans jamais être inquiété et remporte la seizième victoire de sa carrière, sa cinquième consécutive en comptant ses trois succès en fin de saison 2015. Dès le tour de formation, le moteur de la Ferrari de Sebastian Vettel part en fumée, provoquant son premier abandon pour cause mécanique avec l'écurie de Maranello et le premier de sa carrière sans avoir couru. À l'extinction des feux, Lewis Hamilton, qui rate son envol, se retrouve englué dans le peloton au premier virage et est harponné par la Williams de Valtteri Bottas, troisième dans le sillage de son coéquipier Felipe Massa. Kimi Räikkönen, également auteur d'un mauvais départ, accède à la deuxième place dès le septième tour et la conserve jusqu'au bout, Hamilton remontant au troisième rang pour compléter le podium. Daniel Ricciardo termine à nouveau en quatrième position tandis que Romain Grosjean, parti de la neuvième place sur la grille, enchaîne les dépassements lors de chacun de ses trois relais et achève la course à la cinquième place. Il devance Max Verstappen, sixième et dernier pilote classé dans le même tour que Rosberg. Daniil Kvyat prend le meilleur sur les deux Williams (Massa huitième, Bottas neuvième) et Stoffel Vandoorne marque un point pour son premier Grand Prix en Formule 1, au volant de la McLaren-Honda de Fernando Alonso. 
Au classement des pilotes, Rosberg mène toujours le championnat, avec 50 points sur 50 possibles, et devance son coéquipier Hamilton (33 points). Il est suivi par Ricciardo (24 points), Räikkönen et Grosjean (18 points). Mercedes, avec 83 points, mène le championnat constructeurs devant Ferrari (33 points) et Red Bull Racing (30 points) ; suivent  Williams (20 points), Haas (18 points), Scuderia Toro Rosso (11 points) Force India (6 points) et McLaren (1 point).

### Grand Prix de Chine
Les qualifications commencent par un coup de théâtre lorsque Lewis Hamilton, victime d'une défaillance du système de récupération d'énergie de sa Mercedes, doit s'élancer de la dernière place sur la grille de départ ; c'est la fin d'une série de huit premières lignes successives occupées par les deux Mercedes. Alors que l'on s'achemine vers une première ligne occupée par les deux monoplaces de la Scuderia Ferrari, Nico Rosberg s'adjuge sa première pole position de la saison, la vingt-troisième de sa carrière. Auteur d'un très bon tour sous le drapeau à damiers, Daniel Ricciardo se hisse à ses côtés avec le deuxième temps tandis que Räikkönen et Vettel commettent chacun des erreurs et sont repoussés en deuxième ligne. La troisième ligne est occupée par Valtteri Bottas et Daniil Kvyat. Les choix des pneumatiques en Q2 (Rosberg en pneus tendres, les deux Ferrari en supertendres) entraînent des stratégies différentes pour la course. 
Daniel Ricciardo prend un meilleur départ que Nico Rosberg et passe les deux premiers tours de la course en tête mais le pilote Mercedes le dépasse dans la ligne droite au moment où l'Australien est victime d'une crevaison à l'arrière gauche. Rosberg entame dès lors un cavalier seul qui lui permet, au terme des cinquante-six tours ponctués par une sortie de la voiture de sécurité, de s'imposer avec plus d'une demi-minute d'avance sur Sebastian Vettel. Rosberg, toujours invaincu cette saison, obtient sa sixième victoire consécutive et porte son total à dix-sept ; il offre son 100e podium à Mercedes. Derrière lui, l'épreuve est émaillée de dépassements pour les places d'honneur, de remontées des Vettel, Ricciardo, Räikkönen, Hamilton, après un premier tour mouvementé qui voit notamment Vettel accrocher son coéquipier au moment où Daniil Kvyat s'infiltre devant eux, et Hamilton perdre son aileron avant dans une bousculade au fond du peloton. Le triple champion du monde britannique effectue cinq arrêts au stand durant la course et termine septième. Derrière Vettel, deuxième, Daniil Kvyat monte sur son deuxième podium en Formule 1. Daniel Ricciardo remonte, pour la troisième fois consécutive, jusqu'à la quatrième place et devance Räikkönen et Felipe Massa. Max Verstappen se classe huitième sur les talons d'Hamilton. Carlos Sainz Jr. et Valtteri Bottas s'adjugent les points restants dans une course où douze pilotes terminent dans le même tour que le vainqueur et où toutes les voitures sont à l'arrivée. 
Au championnat du monde, pilotes, Nico Rosberg, avec 75 points sur 75 possibles, possède désormais trente-six points d'avance sur son coéquipier Lewis Hamilton (39 points). Daniel Ricciardo (36 points) conserve la troisième place tandis que Vettel accède au quatrième rang (33 points) devant Räikkönen (28 points), Massa (22 points), Kvyat (21 points) et Romain Grosjean (18 points) qui rétrograde à la huitième place. Chez les constructeurs, Mercedes compte 114 points, presque le double de Ferrari (61 points), talonné par Red Bull (57 points) ; suivent Williams (29 points), Haas (18 points), Toro Rosso (17 points), Force India (6 points) et McLaren (1 point).

### Grand Prix de Russie

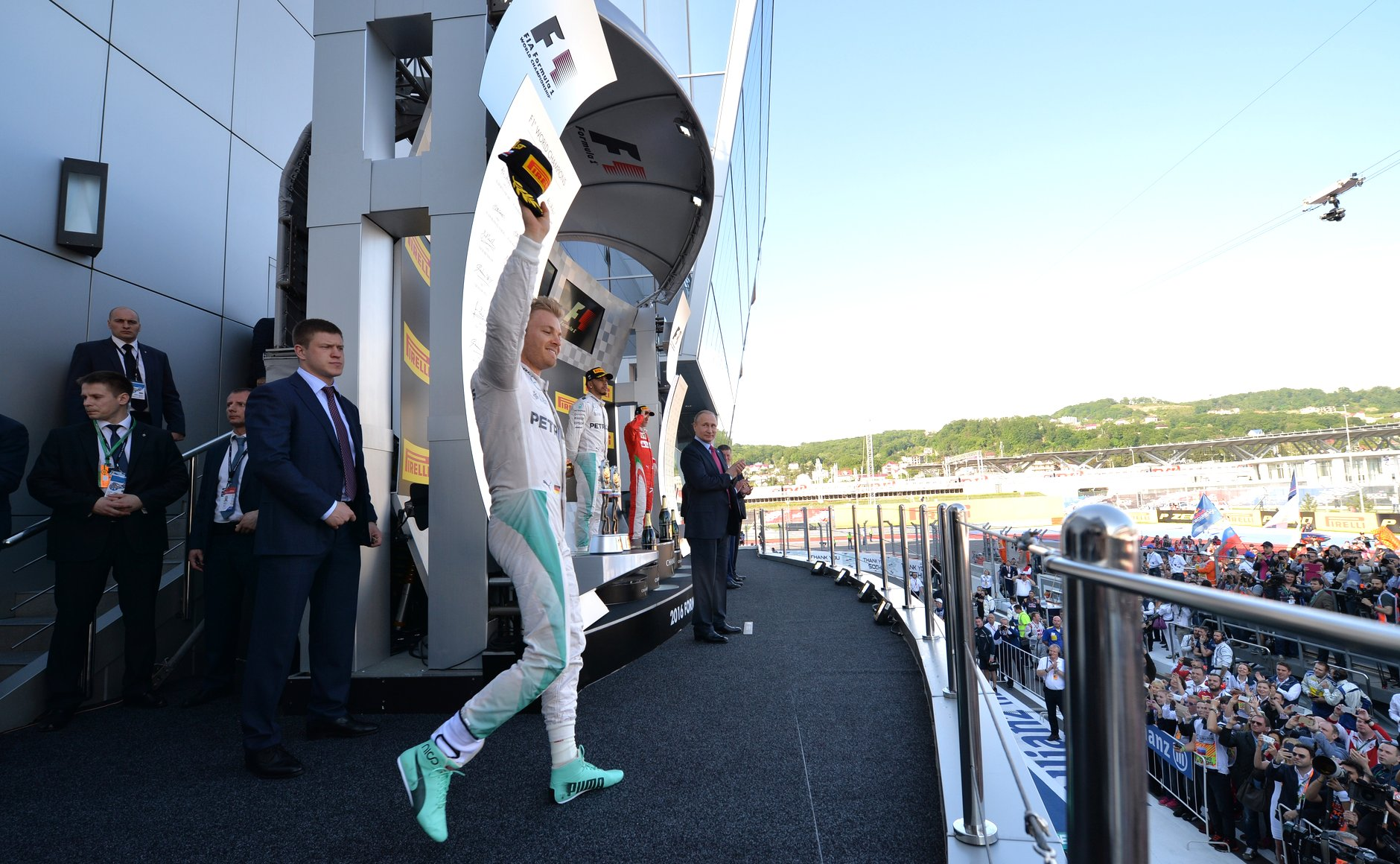
Nico Rosberg arrive sur le podium russe.

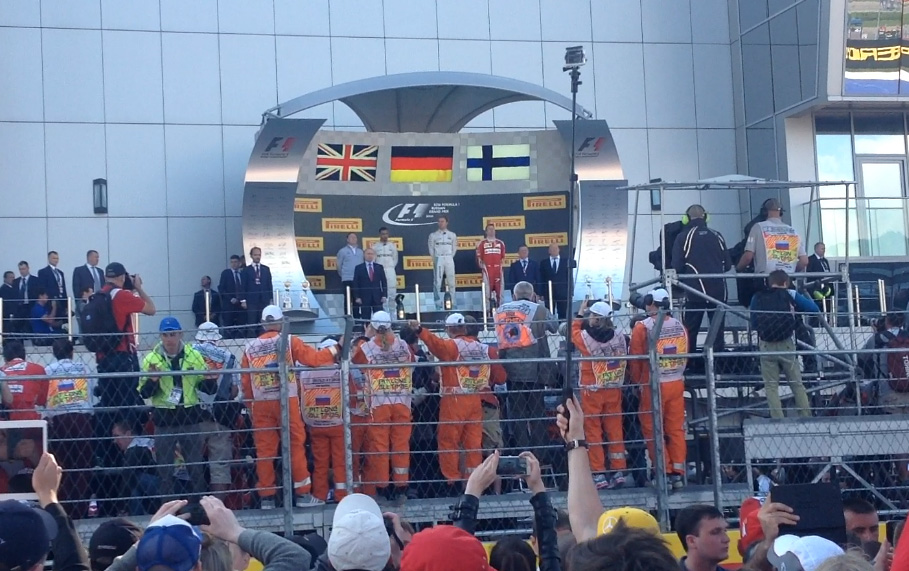
La cérémonie du podium.

Lors de toutes les séances d'essais de ce Grand Prix de Russie, les Mercedes se montrent largement au-dessus du lot et, dès lors que son coéquipier Lewis Hamilton, à nouveau victime d'une panne du système de récupération d'énergie de sa W07, ne peut pas participer à la troisième phase des qualifications, Nico Rosberg ne trouve aucun rival à sa mesure. Il crée de gros écarts pour réaliser sa deuxième pole position consécutive, la vingt-quatrième de sa carrière. Seul Sebastian Vettel réussit à tourner dans la même seconde que lui en Q3. Pénalisé d'un recul de cinq places sur la grille de départ pour un changement de la boîte de vitesses de sa SF16-H, il s'élance du septième rang et cède sa place en première ligne à Valtteri Bottas. Kimi Räikkönen est en deuxième ligne avec Felipe Massa, Daniel Ricciardo et Sergio Pérez occupent la troisième ligne. Lewis Hamilton prend le départ depuis la dixième place. 
Parti de la pole position, en tête de bout en bout, auteur du meilleur tour en course à une boucle de l'arrivée, Nico Rosberg réalise le second hat trick de sa carrière en Formule 1 et son premier chelem. Invaincu lors des quatre premiers Grands Prix de cette saison, il remporte sa septième victoire consécutive, une série qu'il partage avec Michael Schumacher et Alberto Ascari. C'est également le dix-huitième succès de sa carrière, sur un rythme de champion du monde, dans la mesure où tous les pilotes ayant démarré une saison de cette manière ont été sacrés en fin d'exercice. Le départ de la course est particulièrement mouvementé puisque Daniil Kvyat percute Sebastian Vettel dans le deuxième virage puis l'expédie en toupie sur le mur de protection dans le troisième, avec Daniel Ricciardo et Sergio Pérez en victimes collatérales ; d'autres accrochages ont lieu en queue de peloton, ce dont profite Lewis Hamilton qui va remonter jusqu'à assurer un doublé aux Flèches d'Argent. Il devance Kimi Räikkönen qui permet à la Scuderia Ferrari d'atteindre les 700 podiums en championnat du monde. Les deux Williams FW38 de Valtteri Bottas et Felipe Massa devancent Fernando Alonso, passé entre les gouttes du premier tour pour se classer sixième et marquer ses premiers points cette saison. De la même façon, Kevin Magnussen inscrit les premiers de Renault depuis son retour en tant que constructeur après le rachat de Lotus F1 Team, tandis que Romain Grosjean passe la ligne d'arrivée au huitième rang en résistant jusqu'au bout à Sergio Pérez. Tout comme son coéquipier chez McLaren-Honda, Jenson Button marque son premier point de l'année en terminant dixième.  
Nico Rosberg, avec 100 points, possède quarante-trois points d'avance sur son coéquipier Lewis Hamilton (57 points). Räikkönen accède à la troisième place (43 points) devant Daniel Ricciardo (36 points) et Sebastian Vettel (33 points) ; suivent Massa (32 points), Romain Grosjean (22 points) et Daniil Kvyat (21 points). Mercedes, avec 157 points, mène le championnat devant Ferrari (76 points) et Red Bull Racing (57 points) ; suivent  Williams (51 points), Haas (22 points), Scuderia Toro Rosso (17 points), McLaren (10 points), Force India (8 points) et Renault (6 points).

### Grand Prix d'Espagne

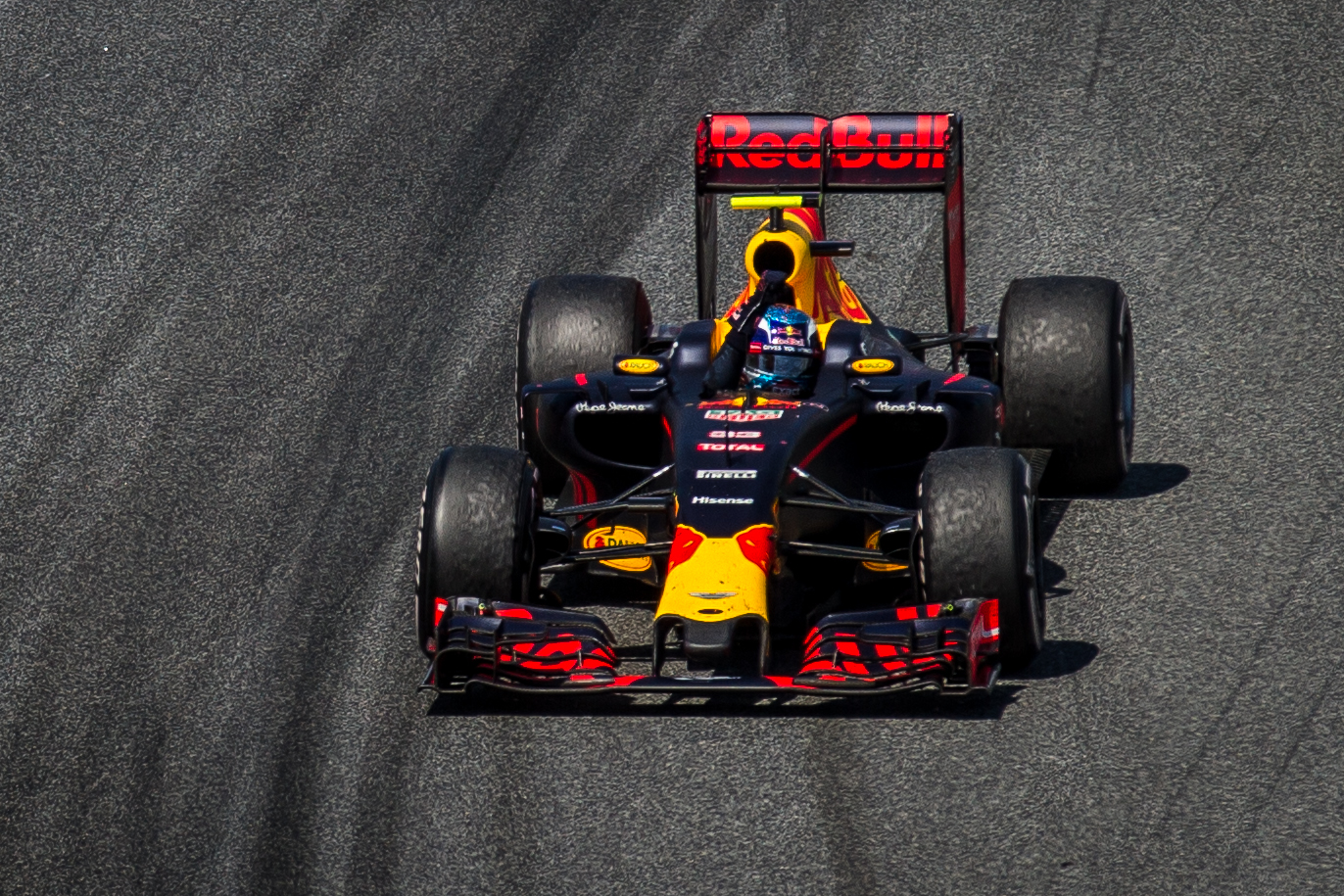
Max Verstappen, vainqueur du Grand Prix automobile d'Espagne 2016.

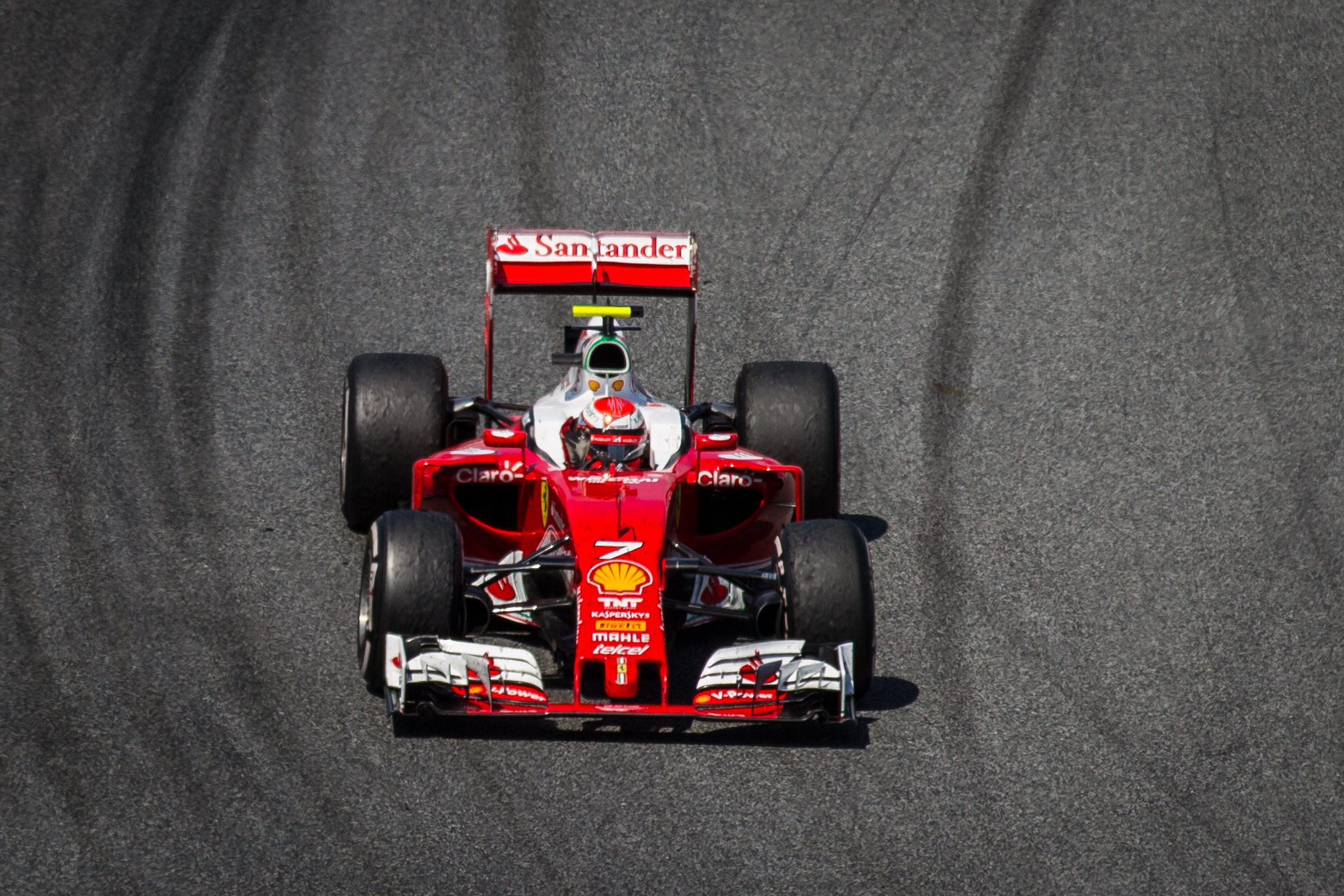
Kimi Räikkönen au Grand Prix automobile d'Espagne 2016.

Le Grand Prix d'Espagne 2016 marque les débuts de Max Verstappen chez Red Bull Racing et le retour de Daniil Kvyat chez Toro Rosso, les deux pilotes ayant échangé leur place sur décision de Red Bull.
Lors de sa dernière tentative, durant la troisième phase des qualifications, Lewis Hamilton bat tous les records des trois secteurs intermédiaires du circuit et, sous le drapeau à damiers, améliore de plus de deux secondes la pole position de l'édition 2015 établie par Nico Rosberg. Le triple champion du monde britannique réalise sa troisième pole position de la saison, la cinquante-deuxième de sa carrière en devançant son coéquipier pour une nouvelle première ligne aux couleurs Mercedes. Daniel Ricciardo réalise une dernière tentative qui lui permet de se hisser à la troisième place alors que Max Verstappen, son nouveau coéquipier chez Red Bull Racing, réussit le quatrième temps et se place à ses côtés en deuxième ligne. Les Ferrari de Kimi Räikkönen et Sebastian Vettel, repoussées à plus d'une seconde, occupent la troisième ligne.
Max Verstappen écrit une page de l'histoire de la Formule 1 en s'imposant au terme de sa première course au sein du Red Bull Racing. À 18 ans, 7 mois et 15 jours, il devient le plus jeune vainqueur de Grand Prix depuis la création du championnat du monde en 1950 et le plus jeune pilote à mener une course. Pour gagner sur le circuit de Catalunya, il profite de la collision entre les deux Mercedes dans le quatrième virage qui provoque le double abandon de Nico Rosberg et Lewis Hamilton : ce dernier, devancé par le vainqueur des sept dernières courses qui a pris un meilleur envol, essaie de revenir sur lui et le percute après avoir perdu le contrôle de sa monoplace dans l'herbe du bord de piste. Cet accrochage marque la fin d'une série de dix victoires consécutives pour les Flèches d'Argent et de soixante-deux courses terminées dans les points depuis 2012. Contrairement à son coéquipier Daniel Ricciardo et à Sebastian Vettel qui basculent sur une stratégie à trois arrêts, Verstappen conserve, tout comme Kimi Räikkönen, sa stratégie initiale à deux arrêts, prend définitivement la tête après quarante-quatre tours et contient le Finlandais (qui a le double de son âge et a couru contre son père Jos) pendant les vingt dernières boucles. Sebastian Vettel prend la troisième place devant Daniel Ricciardo qui ne peut pas défendre ses chances jusqu'au bout : victime d'une crevaison, il doit s'arrêter pour changer une roue mais conserve in extremis la quatrième place. Derrière les Red Bull et les Ferrari, Valtteri Bottas termine cinquième, suivi par Carlos Sainz Jr., Sergio Pérez et Felipe Massa dans le même tour que le vainqueur. Jenson Button et Daniil Kvyat, auteur du premier meilleur tour en course de sa carrière (le premier également d'une Toro Rosso) prennent les points restants. 
Nico Rosberg, avec 100 points, conserve la tête du championnat devant Räikkönen (61 points) qui passe devant Hamilton (57 points). Sebastian Vettel, avec 48 points et quatrième devant Daniel Ricciardo (à égalité de points) et Verstappen (38 points) ; suivent Massa (36 points), Bottas (36 points) et Daniil Kvyat (22 points). Mercedes, avec 157 points, mène le championnat devant Ferrari (109 points) et Red Bull Racing (94 points) ; suivent  Williams (65 points), Scuderia Toro Rosso (26 points), Haas (22 points), Force India (14 points), McLaren (12 points) et Renault (6 points).

### Grand Prix de Monaco

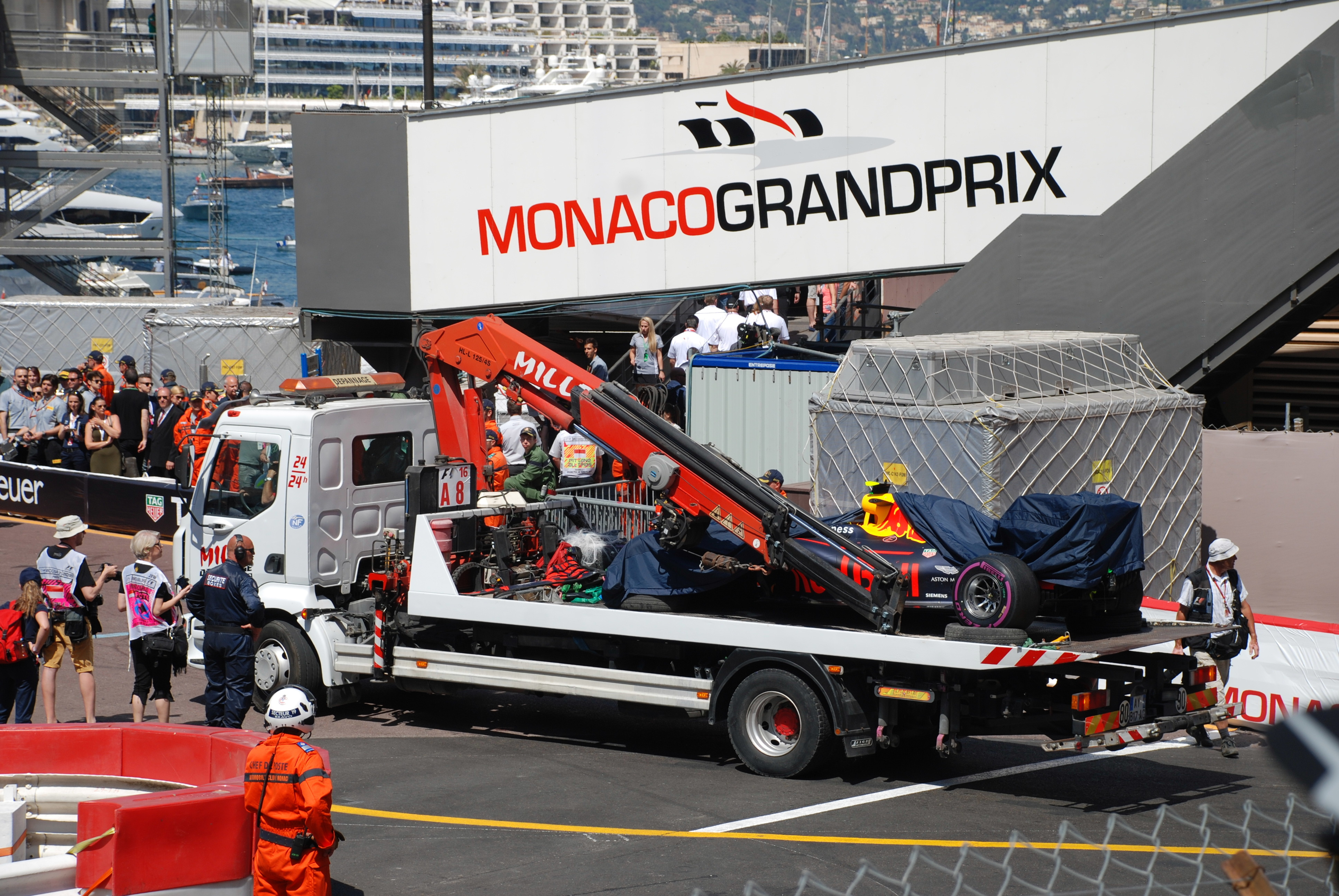
La Red Bull RB12 cassée par Max Verstappen au Grand Prix de Monaco 2016.

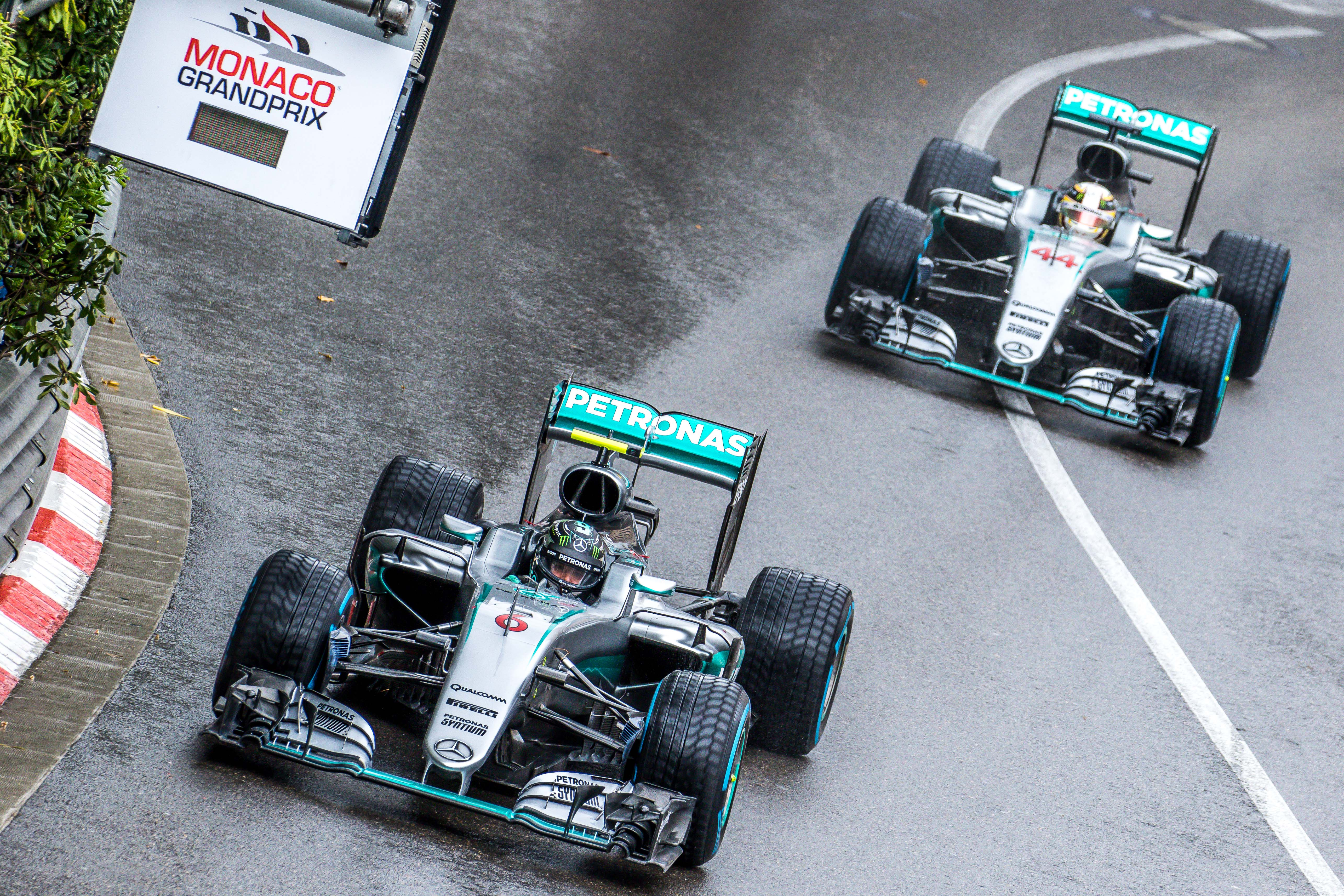
Nico Rosberg et Lewis Hamilton au Grand Prix de Monaco 2016.

À peine après avoir pris la piste, dès les premières minutes de la troisième phase des qualifications, Daniel Ricciardo, immédiatement à l'attaque entre les rails du circuit de la principauté, réalise un temps de 1 min 13 s 622, à seulement 66 millièmes de seconde du record détenu depuis 2011 par Sebastian Vettel. Nico Rosberg, malgré une série de deux tours lancés, doit se contenter de la deuxième place sur la grille ; Ricciardo obtient donc sa première pole position depuis ses débuts, offre à Red Bull Racing son premier départ en tête depuis Vettel au GP du Brésil 2013 et met fin à la série de onze pole positions des Mercedes. Victime d'un problème mécanique en début de Q3, Lewis Hamilton parvient in extremis à réaliser le troisième temps qui lui permet de s'élancer en deuxième ligne, aux côtés de Vettel. Nico Hülkenberg, qui réalise sa meilleure qualification depuis le début de la saison avec le cinquième temps, est accompagné en troisième ligne par  Carlos Sainz Jr. Kimi Räikkönen, auteur du sixième temps est pénalisé pour un changement de boîte de vitesses et s'élance de la onzième place. Max Verstappen, vainqueur du Grand Prix précédent, qui a cassé le châssis de sa Red Bull RB12 en tapant le rail, s'élance depuis la voie des stands.
Après un premier succès entre les rails en 2008, Lewis Hamilton renoue avec la victoire en principauté et remporte son quarante-quatrième Grand Prix (son nombre fétiche qu'il porte sur le capot de sa Mercedes) ; il ne s'était plus imposé depuis l'obtention de son troisième titre mondial, au Grand Prix des États-Unis, le 25 octobre 2015. La course, démarrée sous la pluie et sous régime de voiture de sécurité, bascule au bout de trente-deux tours sur trajectoire asséchée, lorsque Daniel Ricciardo, aux commandes de l'épreuve, rentre au stand pour chausser des pneus lisses supertendres alors que son équipe n'est pas prête ; les longues secondes ainsi perdues permettent à Hamilton de prendre l'avantage. Ce dernier a retardé au maximum son unique arrêt du trente-et-unième tour pour passer directement des pneus pluie aux gommes ultra-tendres, quand la quasi-totalité des autres pilotes se sont entre-temps chaussés en pneus intermédiaires. Cette stratégie gagnante et le coup de pouce involontaire du stand Red Bull lui permettent de s'imposer pour la première fois de la saison au terme des soixante dix-huit tours de l'épreuve. Si Ricciardo tente à plusieurs reprises de le dépasser dans les trente-cinq boucles finales, il doit se contenter de la deuxième place. Profitant des aléas de la course, d'une stratégie optimale et du bon niveau de performance de sa Force India VJM09, Sergio Pérez accède au podium sans que Sebastian Vettel, quatrième, ne l'inquiète dans la deuxième partie de la course. De même, Fernando Alonso se classe cinquième tandis que, à quelques encablures de l'arrivée, Nico Hülkenberg dépasse Nico Rosberg pour lui ravir la sixième place. À un tour du vainqueur, Carlos Sainz Jr., huitième, Jenson Button, neuvième et Felipe Massa, dixième, s'adjugent les points restants. 
Nico Rosberg, avec 106 points, conserve la tête du championnat devant, désormais, Hamilton (82 points) et Ricciardo (66 points) qui passent tous deux Kimi Räikkönen, bloqué à 61 points après son abandon. Sebastian Vettel, avec 60 points, est cinquième devant Verstappen (38 points) ; suivent Massa (37 points), Bottas (29 points) et Pérez (23 points). Mercedes, avec 188 points, mène le championnat devant Ferrari (121 points) et Red Bull Racing (112 points) ; suivent Williams (66 points) et Force India (37 points) qui précède dorénavant Scuderia Toro Rosso (30 points), McLaren (30 points), Haas (22 points) et Renault (6 points).

### Grand Prix du Canada
Lewis Hamilton n'a besoin que d'une tentative lors de la troisième phase des qualifications pour réaliser sa cinquième pole position sur le circuit Gilles-Villeneuve (il y a obtenu sa première en 2007), sa quatrième de la saison et la cinquante-troisième de sa carrière. Il devance son coéquipier Nico Rosberg de 62 millièmes de seconde, ce qui permet à Mercedes d'occuper à nouveau la première ligne. Doté d'un nouveau modèle de turbocompresseur sur sa Ferrari SF16-H, Sebastian Vettel est très proche des Flèches d'Argent, à seulement 178 millièmes de Hamilton ; il est accompagné en deuxième ligne par Daniel Ricciardo. Leurs coéquipiers Max Verstappen et Kimi Räikkönen occupent la troisième ligne et sont suivis par les Williams de Valtteri Bottas et de Felipe Massa, eux aussi dans la même seconde que les Mercedes.
Lewis Hamilton franchit la ligne d'arrivée en vainqueur au terme des soixante-dix tours de l'épreuve, obtenant ainsi son cinquième succès sur le tracé de l'Ile Notre-Dame et le quarante-cinquième de sa carrière. Il bénéficie pour cela d'une stratégie gagnante en n'effectuant qu'un seul arrêt au stand après vingt-quatre tours de course, pour la terminer en pneus tendres. « Je vole comme un papillon, je pique comme une abeille : cette victoire est pour Mohamed Ali », dit-il dans son tour d'honneur. Sebastian Vettel, qui jaillit en tête à l'extinction des feux, mène pendant les onze premiers tours, stoppe une première fois, reprend les commandes après l'arrêt d'Hamilton, jusqu'à la trente-septième boucle, puis retourne chausser de nouvelles gommes et perd la course, terminant à cinq secondes du vainqueur. Au départ également, en protégeant sa position derrière Vettel, Hamilton tasse son coéquipier Nico Rosberg au premier virage, l'envoyant hors-piste ; il s'extrait peu à peu du milieu du peloton jusqu'au cinquième rang final avec un record du tour à son soixantième passage. Valtteri Bottas, qui n'effectue lui aussi qu'un seul arrêt, mène une course solide qui lui permet de terminer sur le podium, aux côtés de Hamilton et de Vettel. Il devance Max Verstappen qui a résisté jusqu'au bout à Rosberg. Kimi Räikkönen et Daniel Ricciardo, sixième et septième, achèvent l'épreuve dans le même tour que Lewis Hamilton. Nico Hülkenberg, Carlos Sainz Jr. et Sergio Pérez s'adjugent les derniers points disponibles, à un tour. 
Nico Rosberg, avec 116 points, conserve la tête du championnat devant Hamilton (107 points) et, désormais, Sebastian Vettel (78 points). Ricciardo (72 points) devance Kimi Räikkönen (69 points). Max Verstappen, avec 50 points, est sixième ; suivent Bottas (44 points), Massa (37 points) et Pérez (24 points). Mercedes, avec 223 points, mène le championnat devant Ferrari (147 points) et Red Bull Racing (130 points) ; suivent Williams (81 points) et Force India (42 points) qui précèdent Scuderia Toro Rosso (32 points), McLaren (24 points), Haas (22 points) et Renault (6 points).

### Grand Prix d'Europe

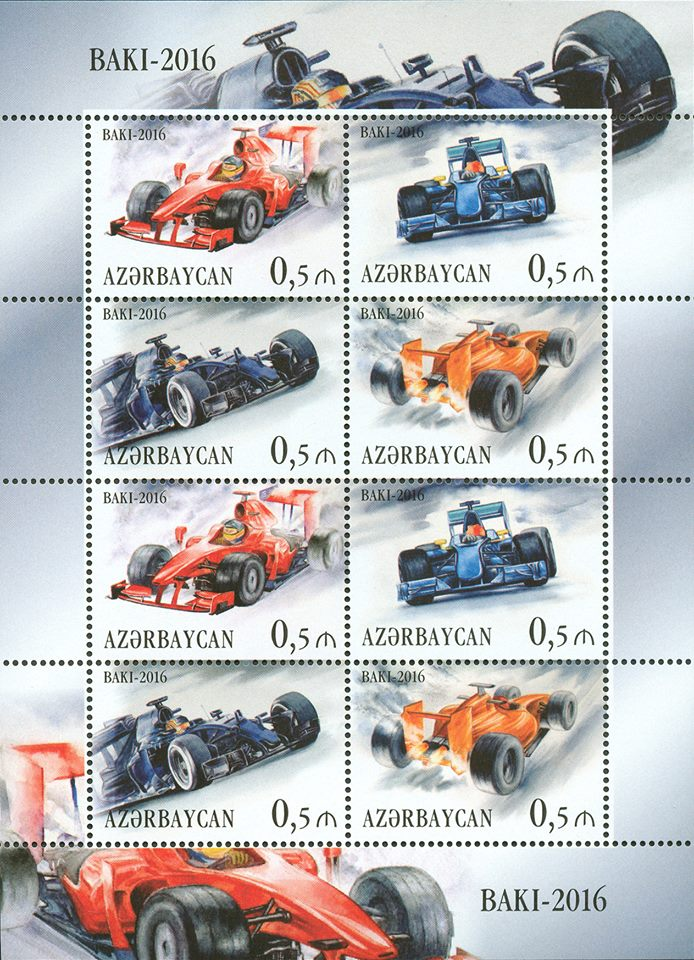
Bloc-feuillet émis par l'Azerbaïdjan à l'occasion du Grand Prix d'Europe 2016.

Le Grand Prix d'Europe se dispute pour la première fois sur le circuit urbain de Bakou, après avoir été absent du calendrier depuis 2012. Le tracé de six kilomètres, réalisé par Hermann Tilke, architecte habituel des circuits de Formule 1 modernes, est parcouru dans le sens anti-horaire. Le départ est donné de la place Azadliq ; le circuit fait le tour de la Maison du gouvernement, pique ensuite vers l'ouest en direction de la Tour de la Vierge pour ensuite contourner la vieille ville avant de prendre, sur 2,2 km, l'avenue Neftchilar jusqu'à la ligne de départ. Avec 6,003 km, le circuit urbain de Bakou est la deuxième piste la plus longue du championnat, derrière celle de Spa-Francorchamps
À deux minutes de la fin de la troisième phase des qualifications, au moment où son coéquipier Lewis Hamilton tape le mur et casse un bras de suspension de sa W07, Nico Rosberg réalise la vingt-cinquième pole position de sa carrière en devançant de sept dixièmes de secondes Sergio Pérez qui était jusque-là en tête de la feuille des temps. Le pilote mexicain ne conserve pas même le bénéfice de son deuxième temps, un changement de la boîte de vitesses de sa Force India VJM09 provoquant son recul de cinq places sur la grille. Daniel Ricciardo accompagne ainsi Rosberg en première ligne tandis que les auteurs des quatrième et cinquième temps, Sebastian Vettel et Kimi Räikkönen accèdent à la deuxième ligne, devant Felipe Massa et Daniil Kvyat. Hamilton, qui n'a pu effectuer un tour rapide complet en Q3 avant son accident, prend le départ en cinquième ligne, avec le dixième temps.
Auteur de la pole position et du meilleur tour en course, en tête de bout en bout, vainqueur avec une large avance à l'arrivée, Nico Rosberg réalise un hat trick et le deuxième grand chelem de sa carrière en Formule 1. Il obtient sa dix-neuvième victoire, la cinquième cette saison. Sa course se résume en un cavalier seul, loin devant ses rivaux. Il possède ainsi plus de quarante secondes d'avance sur Sebastian Vettel lorsqu'il observe son unique arrêt au stand, à mi-course, avant de regagner la piste sans en avoir perdu les commandes. Derrière lui, Vettel prend très vite le meilleur sur Daniel Ricciardo et conserve sa deuxième place jusqu'au bout avec l'aide, après son changement de pneus, de son coéquipier qui le laisse le dépasser au vingt-huitième tour en respectant les consignes de course de l'écurie. Repoussé au huitième rang après son arrêt, Sergio Pérez remonte au fil des tours ; en dépassant Kimi Räikkönen dans la dernière boucle, il monte sur le podium pour la deuxième fois de la saison, ce qui est une première pour Force India. Malgré une pénalité de cinq secondes pour avoir franchi la ligne blanche à l'entrée des stands, Räikkönen conserve le bénéfice de sa quatrième place compte tenu de l'avance qu'il possède sur Lewis Hamilton à l'arrivée. Suivent Valtteri Bottas sixième, les Red Bull RB12 de Daniel Ricciardo et de Max Verstappen dont la course a été tributaire d'une forte dégradation des pneus les obligeant à observer deux arrêts au stand, puis l'autre Force India de Nico Hülkenberg et la Williams de Felipe Massa qui prend le dernier point en jeu. 
Nico Rosberg, avec 141 points, conserve la tête du championnat devant Hamilton (117 points) et Sebastian Vettel (94 points). Kimi Räikkönen (81 points) repasse devant Ricciardo (78 points). Max Verstappen, avec 54 points, est sixième ; suivent Bottas (52 points), Pérez (39 points) et Massa (38 points). Mercedes, avec 258 points, mène le championnat devant Ferrari (177 points) et Red Bull Racing (140 points) ; suivent Williams (90 points) et Force India (59 points) qui précèdent Scuderia Toro Rosso (32 points), McLaren (24 points), Haas (22 points) et Renault (6 points).

### Grand Prix d'Autriche

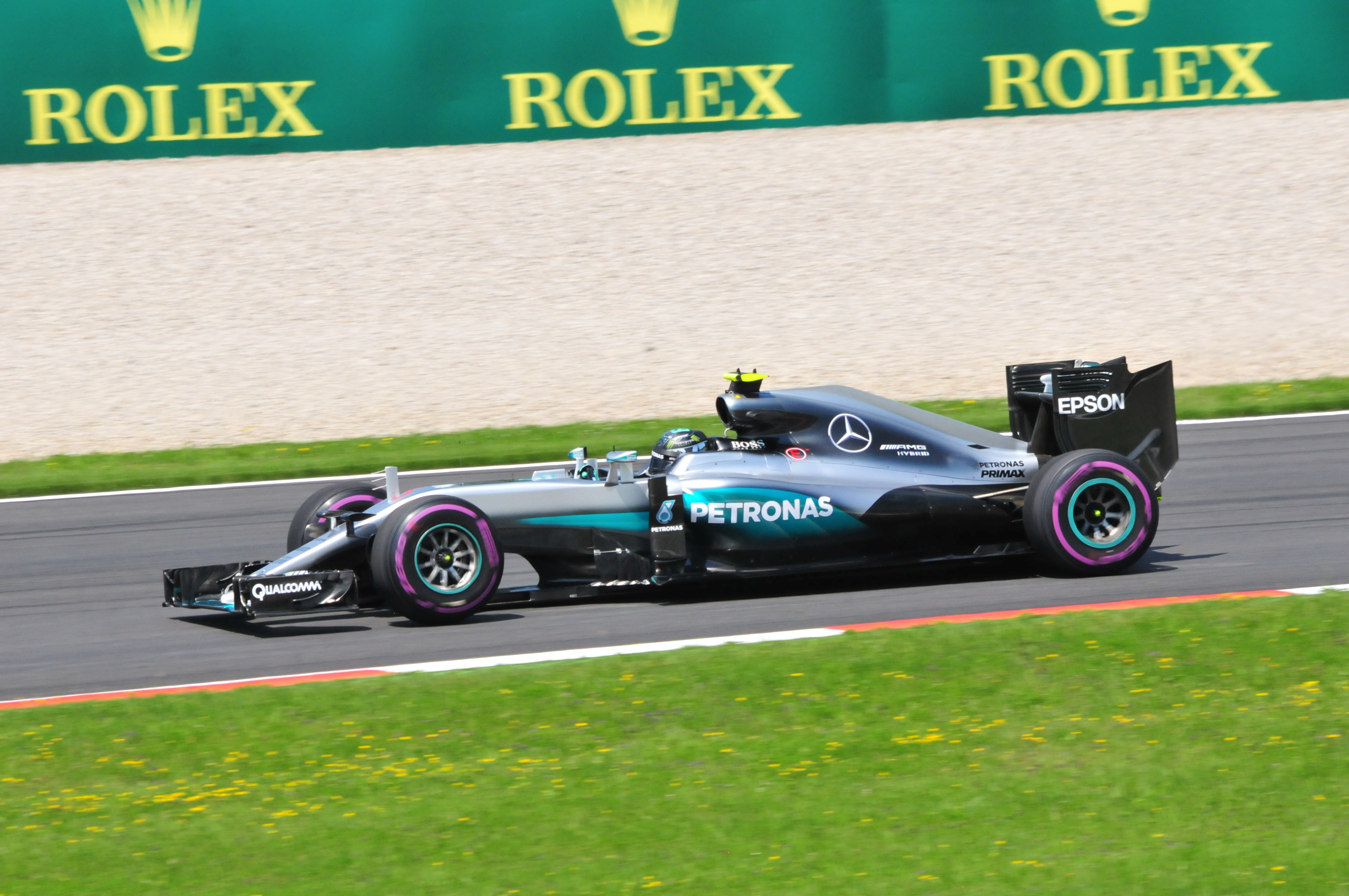
Nico Rosberg au Grand Prix d'Autriche 2016.

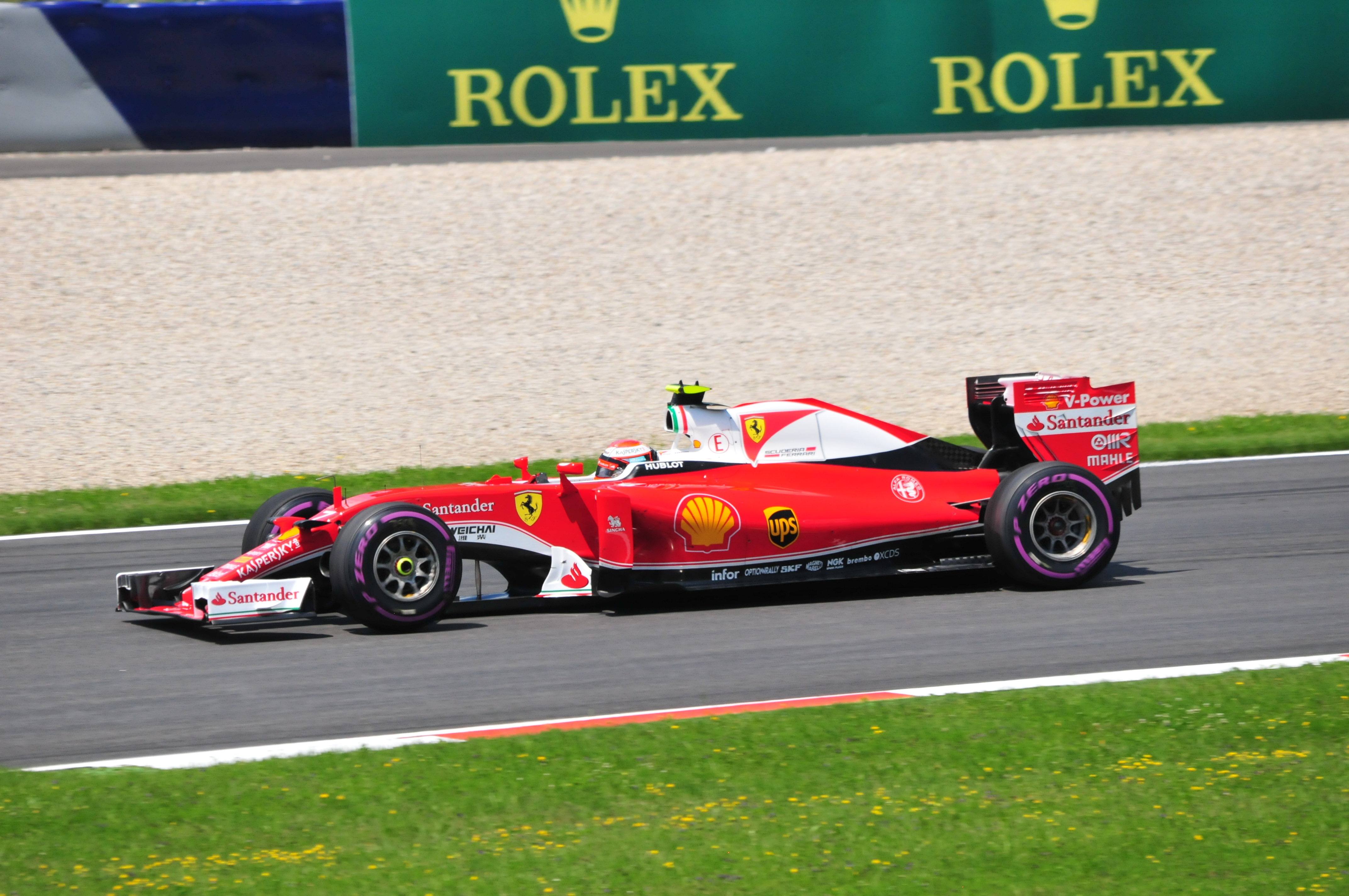
Kimi Räikkönen au Grand Prix d'Autriche 2016.

Lors de la troisième phase des qualifications, démarrée sous la pluie et achevée sur trajectoire sèche, les dix pilotes encore présents ressortent, dans les trois dernières minutes, en pneus pour le sec pour se disputer les meilleures places sur la grille. La feuille des temps évolue ainsi à toute vitesse jusqu'à ce que Lewis Hamilton obtienne sa cinquante-quatrième pole position, sa cinquième de la saison. Il devance d'une demi-seconde son coéquipier Nico Rosberg, pénalisé d'un recul de cinq places sur la grille en raison du changement de la boîte de vitesses de sa W07. Nico Hülkenberg, auteur du troisième temps accompagne ainsi Hamilton en première ligne. Pour les mêmes raisons, Sebastian Vettel, quatrième temps, part du neuvième rang et laisse Jenson Button s'élancer depuis la deuxième ligne (la première d'une McLaren-Honda), avec Kimi Räikkönen. Daniel Ricciardo est devant Rosberg sur la troisième ligne ; Vettel suit avec Felipe Massa. 
Sebastian Vettel, aux commandes de la course, abandonne au vingt-sixième tour alors en raison de l'explosion de son pneu arrière-gauche dans la ligne droite. La victoire se joue dans le soixante-et-onzième et dernier tour de la course lorsque Lewis Hamilton tente de dépasser son coéquipier Nico Rosberg en tête, dans le deuxième virage. Les deux Mercedes entrent en collision ; Rosberg jugé responsable et pénalisé de dix secondes, poursuit jusqu'à l'arrivée avec son aileron avant détruit. Il est alors dépassé par Max Verstappen et Kimi Räikkönen qui montent sur le podium tandis qu'Hamilton remporte sa quarante-sixième victoire de sa carrière, sa troisième cette saison, et réalise son dixième hat trick. Malgré sa pénalité, Rosberg conserve le bénéfice de sa quatrième place devant Daniel Ricciardo qui précède Jenson Button, Romain Grosjean et Carlos Sainz Jr., dans le même tour que le vainqueur. Valtteri Bottas se classe neuvième devant Pascal Wehrlein qui inscrit le premier point de sa carrière, le premier également de son écurie Manor Racing.  
Nico Rosberg, avec 153 points, conserve la tête du championnat devant Hamilton qui revient à onze points (142 points), Kimi Räikkönen et Sebastian Vettel (96 points chacun). Ricciardo, avec 88 points, devance son coéquipier Max Verstappen (72 points) ; suivent Bottas (52 points), Pérez (39 points) et Massa (38 points). Mercedes, avec 295 points, mène le championnat devant Ferrari (192 points) et Red Bull Racing (168 points) ; suivent Williams (92 points) et Force India (59 points) qui précèdent Scuderia Toro Rosso (36 points), McLaren (32 points), Haas (28 points), Renault (6 points) et Manor (1 point).

### Grand Prix de Grande-Bretagne

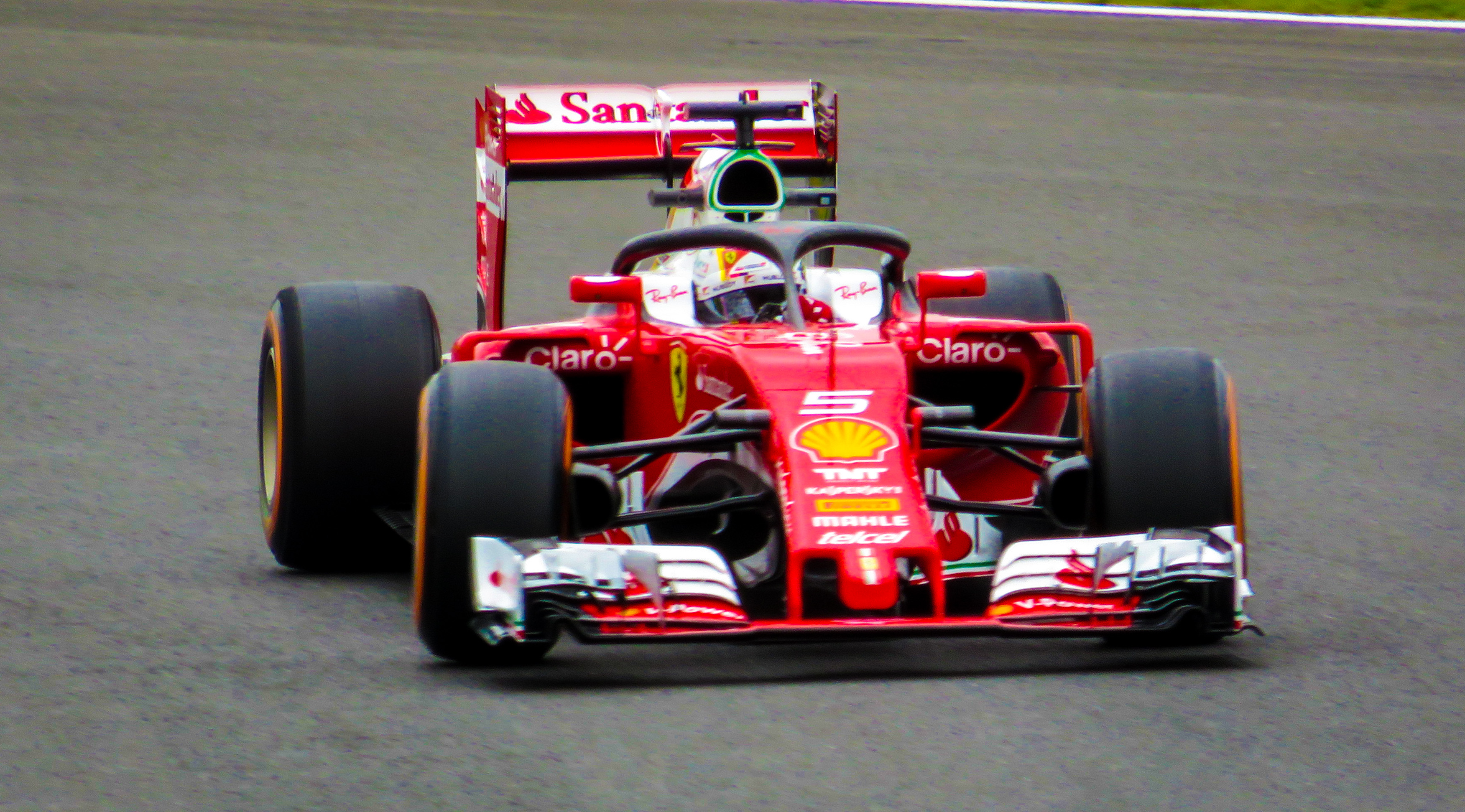
Sebastian Vettel effectue un tour d'installation avec la nouvelle version du Halo.

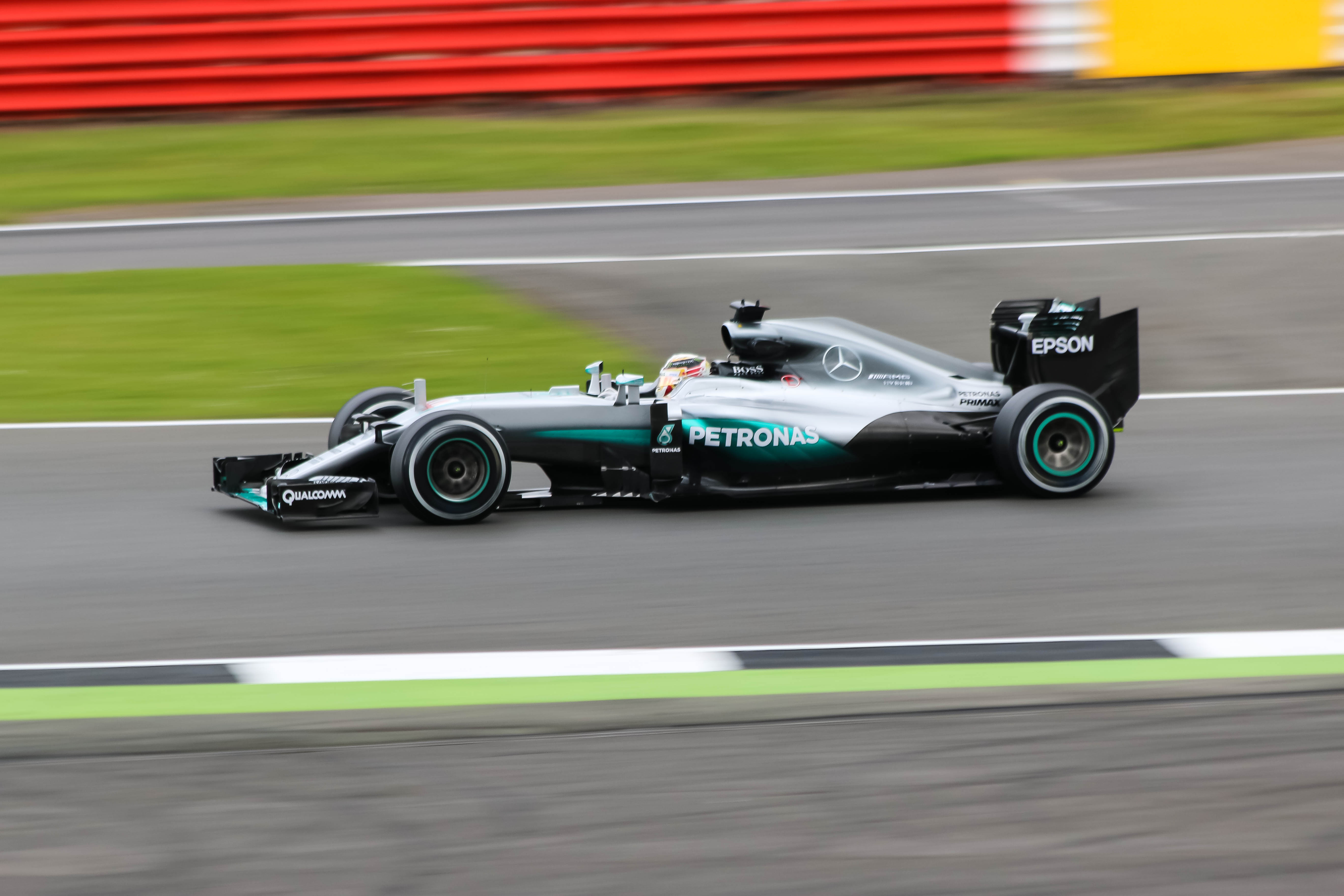
Lewis Hamilton remporte son Grand Prix national.

Après avoir vu sa première tentative en Q3 annulée pour être sorti des limites de la piste, Lewis Hamilton ressort des stands chaussé de pneus neufs pour jouer son va-tout et réussit la cinquante-cinquième pole position de sa carrière, sa sixième de la saison. La  première ligne est encore aux couleurs Mercedes avec Nico Rosberg, à trois dixièmes de seconde de son coéquipier. La deuxième ligne est occupée par les Red Bull Racing, Max Verstappen devant Daniel Ricciardo et la troisième par Kimi Räikkönen et Valtteri Bottas alors que Sebastian Vettel, pénalisé d'un recul de cinq places sur la grille pour un changement de boîte de vitesses, s'élance onzième. 
La course, démarrée derrière la voiture de sécurité sur piste mouillée, est entièrement dominée par le triple champion du monde britannique qui remporte sa quarante-septième victoire au terme des cinquante-deux tours. Cette quatrième de la saison lui permet de réduire à un point son retard sur Rosberg au classement des pilotes. Ce dernier, dépassé au seizième tour 
par Verstappen qui l'attaque par l'extérieur à la sortie du virage Chapel, reprend la deuxième place par le jeu des arrêts au stand puis la perd sur tapis vert, pénalisé de dix secondes par les commissaires de course pour avoir reçu par radio des consignes proscrites. Ricciardo se classe quatrième, à vingt-six secondes du vainqueur, tandis que, plus loin, Räikkönen prend le meilleur sur Sergio Pérez pour le gain de la cinquième place. Suivent Nico Hülkenberg, Carlos Sainz Jr., Sebastian Vettel, pénalisé de cinq secondes pour avoir poussé Felipe Massa hors des limites de la piste, et Daniil Kvyat. Les dix pilotes dans les points terminent dans le même tour que Lewis Hamilton.  
Nico Rosberg, avec 168 points, conserve la tête du championnat devant Hamilton (167 points), Kimi Räikkönen (106 points) et Ricciardo (100 points). Sebastian Vettel (98 points) perd une place et devance Max Verstappen (90 points) ; suivent Bottas (54 points), Pérez (47 points) et Massa (38 points). Mercedes, avec 335 points, mène le championnat devant Ferrari (204 points) et Red Bull Racing (198 points) ; suivent Williams (92 points) et Force India (73 points) qui précèdent Scuderia Toro Rosso (41 points), McLaren (32 points), Haas (28 points), Renault (6 points) et Manor (1 point).

### Grand Prix de Hongrie
À l'issue d'une séance de qualifications débutée sous une violente averse, ponctuée par quatre interruptions au drapeau rouge en Q1, longue de plus de deux heures, et où les pilotes sont progressivement passés des pneus pluies aux super-tendres, Nico Rosberg réalise la vingt-sixième pole position de sa carrière, sa quatrième de la saison. Il bénéficie pour cela de circonstances particulières. Sur piste sèche, en fin de Q3, Lewis Hamilton doit relâcher son effort lorsque Fernando Alonso part en tête-à-queue devant lui, ce qui l'empêche d'améliorer la performance qui l'avait installé en tête lors de sa première tentative. Plus loin sur la piste, Rosberg bat son coéquipier de 143 millièmes de secondes. Derrière, les Red Bull Racing se montrent meilleures que les Ferrari, avec Daniel Ricciardo devant Max Verstappen sur la deuxième ligne. La troisième ligne est occupée par Sebastian Vettel et Carlos Sainz Jr., la quatrième par les deux  McLaren-Honda de Fernando Alonso et Jenson Button. Kimi Räikkönen, piégé en Q2, s'élance de la quatorzième place. 
Pour la première fois, après onze courses, Lewis Hamilton prend la tête du championnat du monde des pilotes grâce à sa troisième victoire consécutive. Auteur d'un meilleur départ que Nico Rosberg et en tête à la sortie du premier virage, le Britannique ne laisse jamais son coéquipier en position de le dépasser même lorsqu'il se rapproche. Hamilton obtient son cinquième succès sur le Hungaroring depuis  2007 et Mercedes Grand Prix le trente-et-unième doublé de son histoire. Daniel Ricciardo résiste jusqu'au bout à Sebastian Vettel pour monter sur la troisième marche du podium. De façon beaucoup plus vigoureuse, Max Verstappen empêche Kimi Räikkönen, auteur du meilleur tour, de le dépasser pour voir le drapeau à  damiers en cinquième position. Tous les autres pilotes dans les points se classent à un tour du vainqueur ; Fernando Alonso, septième, est suivi par Carlos Sainz Jr., Valtteri Bottas et Nico Hülkenberg. Vingt-et-un pilotes franchissent la ligne d'arrivée, seul Jenson Button abandonne à dix tours de la fin. 
En portant son total à 192 points, Hamilton s'installe aux commandes du classement pilotes avec 6 points d'avance sur Rosberg (186 points). Ricciardo s'empare de la troisième place (115 points), devant Räikkönen (114 points). Vettel (110 points) reste cinquième avec 10 points d'avance sur Max Verstappen (100 points) ; suivent Bottas (56 points), Pérez (47 points) et Massa (38 points). Mercedes, avec 378 points, mène le championnat devant Ferrari (224 points) et Red Bull Racing (223 points) ; suivent Williams (94 points) et Force India (74 points) qui précèdent Scuderia Toro Rosso (45 points), McLaren (38 points), Haas (28 points), Renault (6 points) et Manor (1 point).

### Grand Prix d'Allemagne
Nico Rosberg domine toutes les séances d'essais et, bien que Lewis Hamilton l'ait devancé en Q1 puis en Q2, a le dernier mot lors de sa dernière tentative dans la troisième phase des qualifications. À 221,443 km/h de moyenne, il devance son coéquipier de 107 millièmes de seconde ; c'est la septième fois de la saison que les Mercedes s'installent en première ligne. Rosberg obtient la vingt-septième pole position de sa carrière, sa cinquième de l'année. Comme à Budapest une semaine plus tôt, les deux Red Bull Racing sont en deuxième ligne et Daniel Ricciardo précède encore Max Verstappen. Sur la troisième ligne, Kimi Räikkönen s'est montré plus rapide que son coéquipier Sebastian Vettel. La quatrième ligne est occupée par Nico Hülkenberg et Valtteri Bottas. 
Lewis Hamilton aborde la trêve estivale de la Formule 1 en position de force après avoir obtenu sa sixième victoire en sept courses, la quatrième consécutive et la quarante-neuvième de sa carrière, à deux succès du total atteint par Alain Prost au deuxième rang du palmarès des vainqueurs de Grand Prix. Le triple champion du monde britannique passe les soixante-sept tours de l'épreuve en tête sans jamais être inquiété, ressortant devant à chacun de ses deux arrêts au stand, grâce à un départ parfait qui lui a permis de prendre les devants. Également débordé par les deux Red Bull RB12 au départ, Nico Rosberg finit derrière elles à l'arrivée, Daniel Ricciardo précédant Max Verstappen sur le podium. Le pilote allemand termine quatrième en raison d'une pénalité de cinq secondes pour avoir poussé Verstappen hors de la piste alors qu'il tentait de remonter. La pénalité s'est par ailleurs transformée en huit secondes d'immobilisation au stand à cause d'une erreur de chronométrage de Mercedes. Sebastian Vettel dépasse Kimi Räikkönen au départ et les Ferrari, incapables de rivaliser avec les voitures qui les précèdent, passent sous le drapeau à damiers dans cet ordre, cinquième et sixième. Nico Hülkenberg se classe septième. Les autres pilotes dans les points finissent à un tour du vainqueur : Jenson Button, Valtteri Bottas et Sergio Pérez. 
Au classement pilotes, Hamilton (217 points) possède désormais 19 points d'avance sur Rosberg (198 points). Ricciardo consolide sa troisième place (133 points) devant Räikkönen (122 points). Vettel (120 points) reste cinquième avec 5 points d'avance sur Max Verstappen (115 points) ; suivent Bottas (58 points), Pérez (48 points) et Massa (38 points). Mercedes mène le championnat constructeurs avec 415 points, tandis que Red Bull Racing s'empare de la deuxième place (256 points) devant Ferrari (242 points) ; suivent Williams (96 points) et Force India (81 points) qui précèdent Scuderia Toro Rosso (45 points), McLaren (41 points), Haas (28 points), Renault (6 points) et Manor (1 point).

### Grand Prix de Belgique

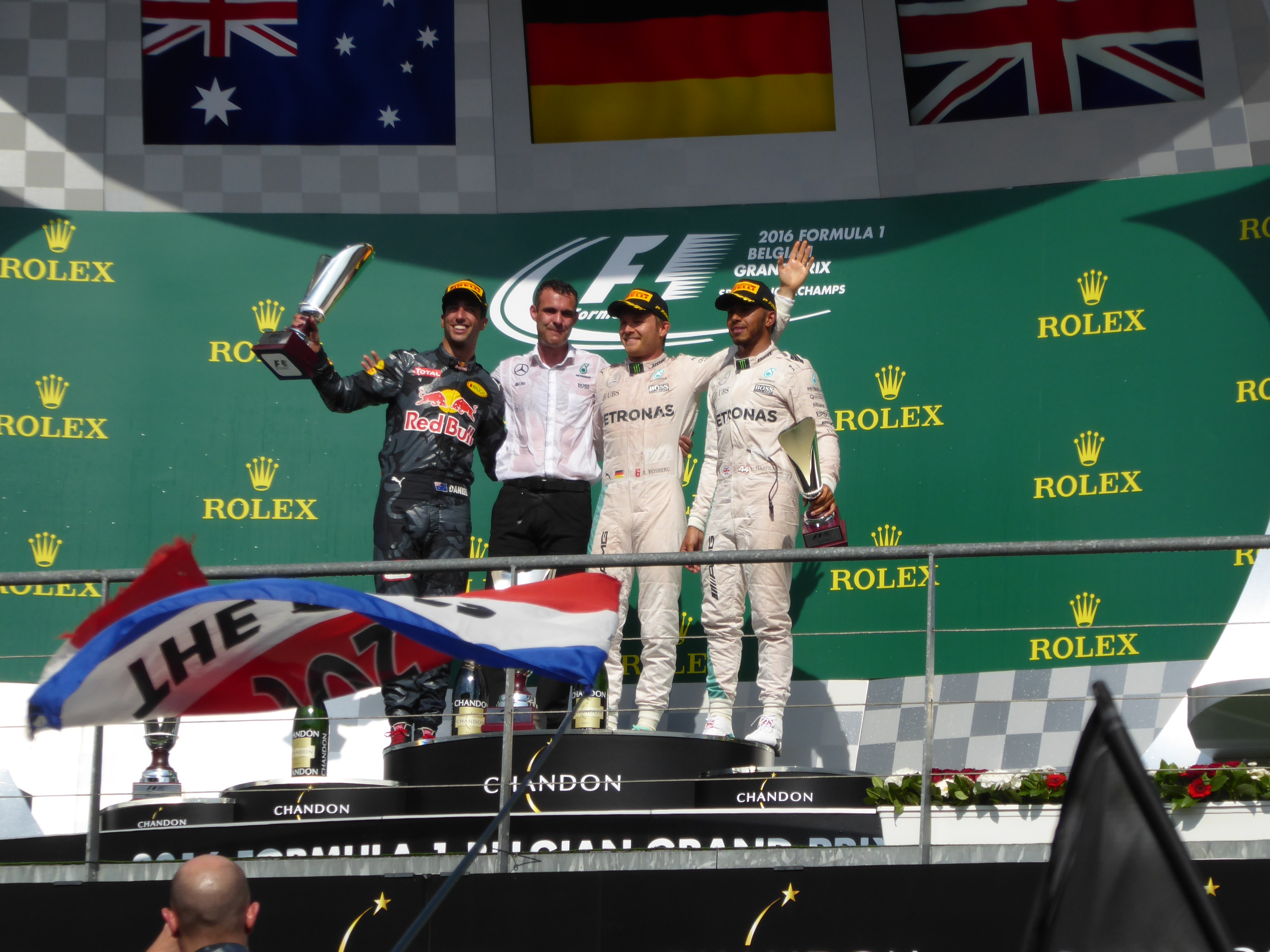
Le podium Grand Prix automobile de Belgique 2016.

Alors que son coéquipier Lewis Hamilton, pénalisé d'un recul de 55 places sur la grille de départ pour changements de nombreux composants de son moteur hors quota alloué, ne fait pas plus d'un tour lors de la première phase qualificative et s'élance de la vingt-et-unième place, Nico Rosberg réalise la vingt-huitième pole position de sa carrière, sa sixième de la saison. Avec sa deuxième place en qualifications, à 149 millièmes de seconde, Max Verstappen devient, à 18 ans et 332 jours, le plus jeune pilote en première ligne d'un Grand Prix de Formule 1. Il bat le précédent record de Ricardo Rodríguez qui a tenu 55 ans. À moins d'une seconde de Rosberg, Sebastian Vettel et Kimi Räikkönen occupent la deuxième ligne, Daniel Ricciardo et Sergio Pérez sont sur la troisième, suivis de Nico Hülkenberg et Valtteri Bottas. Fernando Alonso, incapable de boucler un tour en Q1 et lourdement pénalisé pour les mêmes raisons que Hamilton, part de la dernière place ; la dernière ligne cumule ainsi cinq titres de champion du monde. 
À l'extinction des feux rouges, Rosberg s'échappe tandis que  Verstappen, qui a raté son envol, est débordé par les deux Ferrari ; il tente de reprendre sa place en se faufilant à l'intérieur au freinage de l'épingle de La Source. Vettel, à l'extérieur, serre son coéquipier Räikkönen, pris en sandwich entre ses deux rivaux. Les trois monoplaces abimées après ce triple contact doivent regagner les stands dès la fin du premier tour pour être réparées. Au sixième tour, Kevin Magnussen part en tête-à-queue au sommet du raidillon de l'Eau Rouge et s'écrase violemment dans le mur de pneus ; la course est dès lors interrompue sur drapeau rouge pendant une vingtaine de minutes. Ces péripéties n'empêchent pas Rosberg de mener le Grand Prix de bout en bout pour remporter la vingtième victoire de sa carrière. Derrière lui, la lutte fait rage à tous les étages, Daniel Ricciardo s'installe rapidement en deuxième position et la conserve jusqu'à l'arrivée tandis que la remontée de Lewis Hamilton l'emmène jusqu'au podium, devant les Force India de Hülkenberg et de Pérez, qui réalisent le meilleur résultat collectif de leur écurie. Vettel achève sa course au sixième rang, devant Alonso, Bottas, Räikkönen et Massa qui se partagent les points restants. Max Verstappen qui a drainé une foule considérable à Spa-Francorchamps termine onzième, à la porte des points non sans s'être attiré de nombreuses critiques pour sa manière très agressive de défendre sa position, d'abord au départ puis en course face à Räikkönen. 
Hamilton, avec 232 points, ne possède plus désormais que 9 points d'avance sur Rosberg (223 points) au championnat du monde. Ricciardo consolide sa troisième place (151 points) devant Vettel (128 points) et Räikkönen (124 points) passé cinquième. Max Verstappen, resté à 115 points devance Bottas (62 points), Pérez (58 points) et, désormais, Hülkenberg (45 points). Mercedes mène le championnat constructeurs avec 455 points, Red Bull Racing conserve la deuxième place (274 points) devant Ferrari (252 points) ; suivent Force India (103 points) et Williams (101 points) qui précèdent McLaren (48 points), Scuderia Toro Rosso (45 points), Haas (28 points), Renault (6 points) et Manor (1 point).

### Grand Prix d'Italie
À Monza, lors des essais libres et des qualifications, Mercedes et Lewis Hamilton survolent les débats. Hamilton, le pilote le plus rapide des trois phases des qualifications, n'a besoin que d'une tentative en Q3 pour mettre son coéquipier Nico Rosberg à bonne distance ; il améliore toutefois sous le drapeau à damiers pour battre son principal rival au championnat du monde de presque une demi-seconde et réalise la cinquante-sixième pole position de sa carrière, sa septième de la saison. Avec cinq pole positions obtenues à Monza, il égale le record codétenu par Juan Manuel Fangio et Ayrton Senna. Derrière les Flèches d'Argent, les Ferrari de Sebastian Vettel et Kimi Räikkönen occupent la deuxième ligne, à quasiment une seconde de Hamilton. Vettel avoue : « L'écart entre les Mercedes et nous est beaucoup trop grand. Lewis et Nico étaient sur une autre planète aujourd'hui et dès lors, pouvoir se battre avec eux était impossible. » Valtteri Bottas et Daniel Ricciardo suivent sur la troisième ligne, précédant Max Verstappen et Sergio Pérez en quatrième ligne.
Au départ de la course, Lewis Hamilton rate son envol et se retrouve sixième à la fin du premier tour alors que Nico Rosberg, qui a pris les commandes, contrôle sans le moindre problème les cinquante-trois tours de l'épreuve pour remporter la vingt-et-unième victoire de sa carrière, sa septième de la saison, ce qui lui permet de se relancer dans son duel pour le titre mondial des pilotes. Sur une stratégie à un seul arrêt, comme son coéquipier, Lewis Hamilton, termine finalement deuxième à quinze secondes, offre un nouveau doublé aux Flèches d'Argent (le vingt-septième depuis 2014) et bat un record puisqu'il dispute son cent-quatre-vingt-unième Grand Prix avec un moteur Mercedes. Les Ferrari, qui ont tenté de rivaliser en optant pour deux arrêts, terminent aux même places que sur la grille de départ, Sebastian Vettel monte sur la dernière marche du podium, devant Kimi Räikkönen. Daniel Ricciardo prend le meilleur sur Valtteri Bottas pour la cinquième place. Max Verstappen septième, suivi par Sergio Pérez, Felipe Massa et Nico Hülkenberg terminent dans les points et dans le même tour que le vainqueur. En fin de Grand Prix, alors qu'il occupe la quatorzième place, Fernando Alonso réalise le vingt-deuxième meilleur tour en course de sa carrière, son premier depuis la saison 2013. 
Hamilton, avec 250 points, ne possède plus désormais que 2 points d'avance sur Rosberg (248 points) au championnat du monde. Ricciardo conserve sa troisième place (161 points) devant Vettel (143 points) et Räikkönen (136 points). Max Verstappen, avec 121 points, devance Bottas (70 points), Pérez (62 points) et Hülkenberg (46 points). Mercedes mène le championnat constructeurs avec 498 points, Red Bull Racing conserve la deuxième place (290 points) devant Ferrari (279 points) ; suivent Williams (111 points) qui repasse Force India (108 points), McLaren (48 points), Scuderia Toro Rosso (45 points), Haas (28 points), Renault (6 points) et Manor (1 point).

### Grand Prix de Singapour
Lors de la première phase des qualifications sur la piste de Marina Bay, Sebastian Vettel, victime du bris de la barre antiroulis de sa Ferrari SF16-H, termine son unique tour chronométré sur trois roues et doit s'élancer de la dernière place sur la grille de départ. Si Lewis Hamilton n'arrive pas à tirer le meilleur parti de sa W07 entre les murets du tracé tortueux, son coéquipier Nico Rosberg survole les débats et réalise la vingt-neuvième pole position de sa carrière, sa septième de la saison. Il est accompagné en première ligne par Daniel Ricciardo, qui échoue à 6 dixièmes de seconde de son rival sous le drapeau à damier. Hamilton, troisième, s'élance entre deux Red Bull Racing, devant Max Verstappen en deuxième ligne. Kimi Räikkönen part en troisième ligne devant Carlos Sainz Jr..
Premier au départ et à l'arrivée, Nico Rosberg doit résister, dans les derniers tours, à Daniel Ricciardo qui a fait un arrêt de plus que lui et qui, avec des pneumatiques en meilleur état, revient sur l'Allemand au point de passer la ligne d'arrivée à seulement quatre dixièmes de seconde. Rosberg, en remportant sa huitième course de la saison, la vingt-deuxième de sa carrière, retrouve la tête du championnat du monde. La bataille pour la troisième place, qui oppose Lewis Hamilton à Kimi Räikkönen, tourne à l'avantage du triple champion du monde britannique qui, dépassé sur la piste par le Finlandais, reprend l'avantage lors des arrêts au stand. Sebastian Vettel remonte de la dernière place sur la grille à la cinquième place finale et termine loin devant Max Verstappen. Fernando Alonso se classe septième devant Sergio Pérez, Daniil Kvyat et Kevin Magnussen qui se partagent les points restants, dans le même tour que le vainqueur. Comme à chaque fois depuis la première édition du Grand Prix de Singapour, la voiture de sécurité est sortie, cette fois dès le premier tour après l'accident au départ de Nico Hülkenberg avant même le premier virage. 
Rosberg, avec 273 points, reprend la tête du championnat à Hamilton (265 points). Ricciardo consolide sa troisième place (179 points) devant Vettel (153 points) et Räikkönen (148 points). Max Verstappen, avec 129 points, devance Bottas (70 points), Pérez (66 points) et Hülkenberg (46 points). Mercedes mène le championnat constructeurs avec 538 points, Red Bull Racing conserve la deuxième place (316 points) devant Ferrari (301 points) ; suivent Force India (112 points) qui repasse Williams (111 points), McLaren (54 points), Scuderia Toro Rosso (47 points), Haas (28 points), Renault (7 points) et Manor (1 point).

### Grand Prix de Malaisie

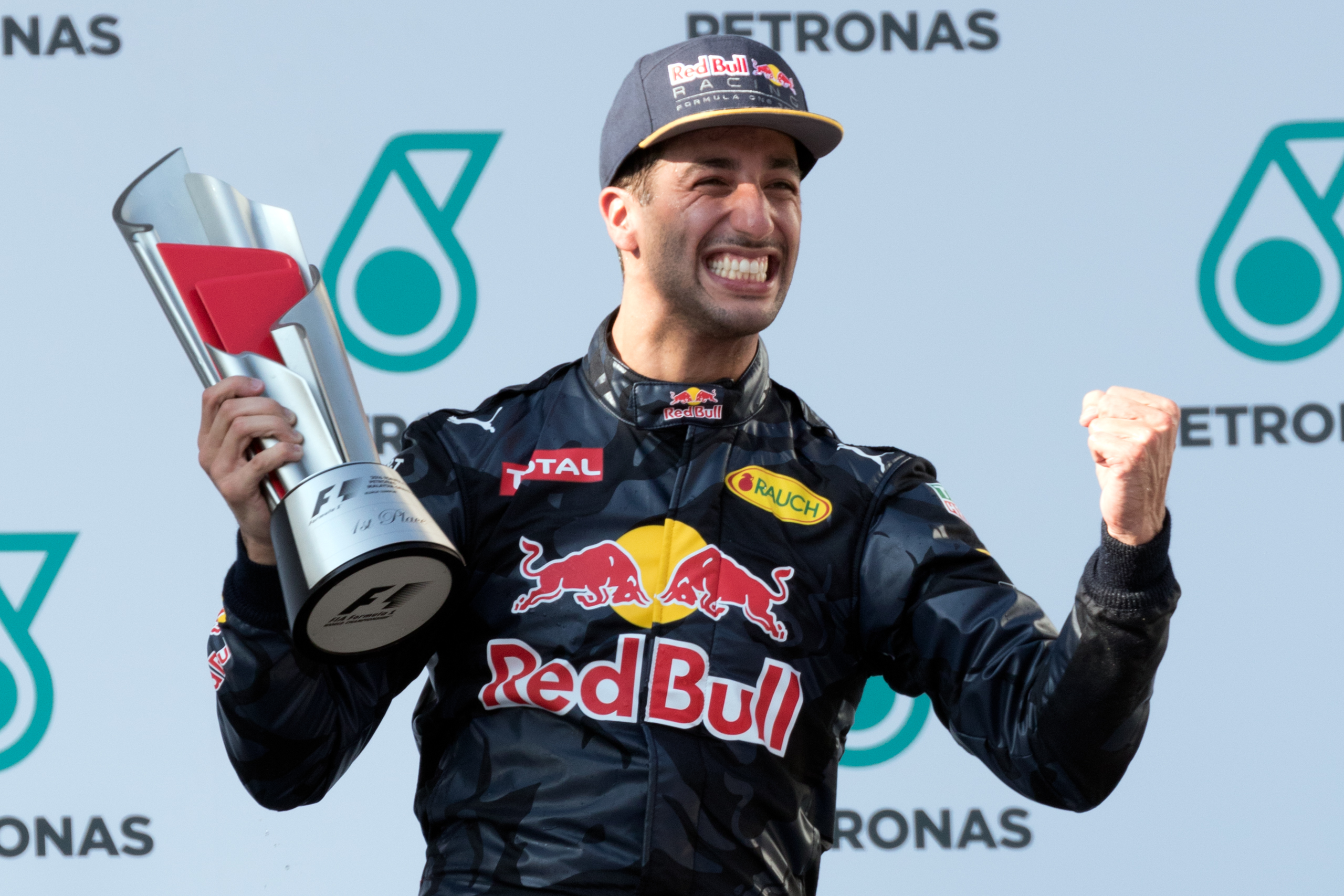
Daniel Ricciardo, vainqueur du Grand Prix automobile de Malaisie 2016.

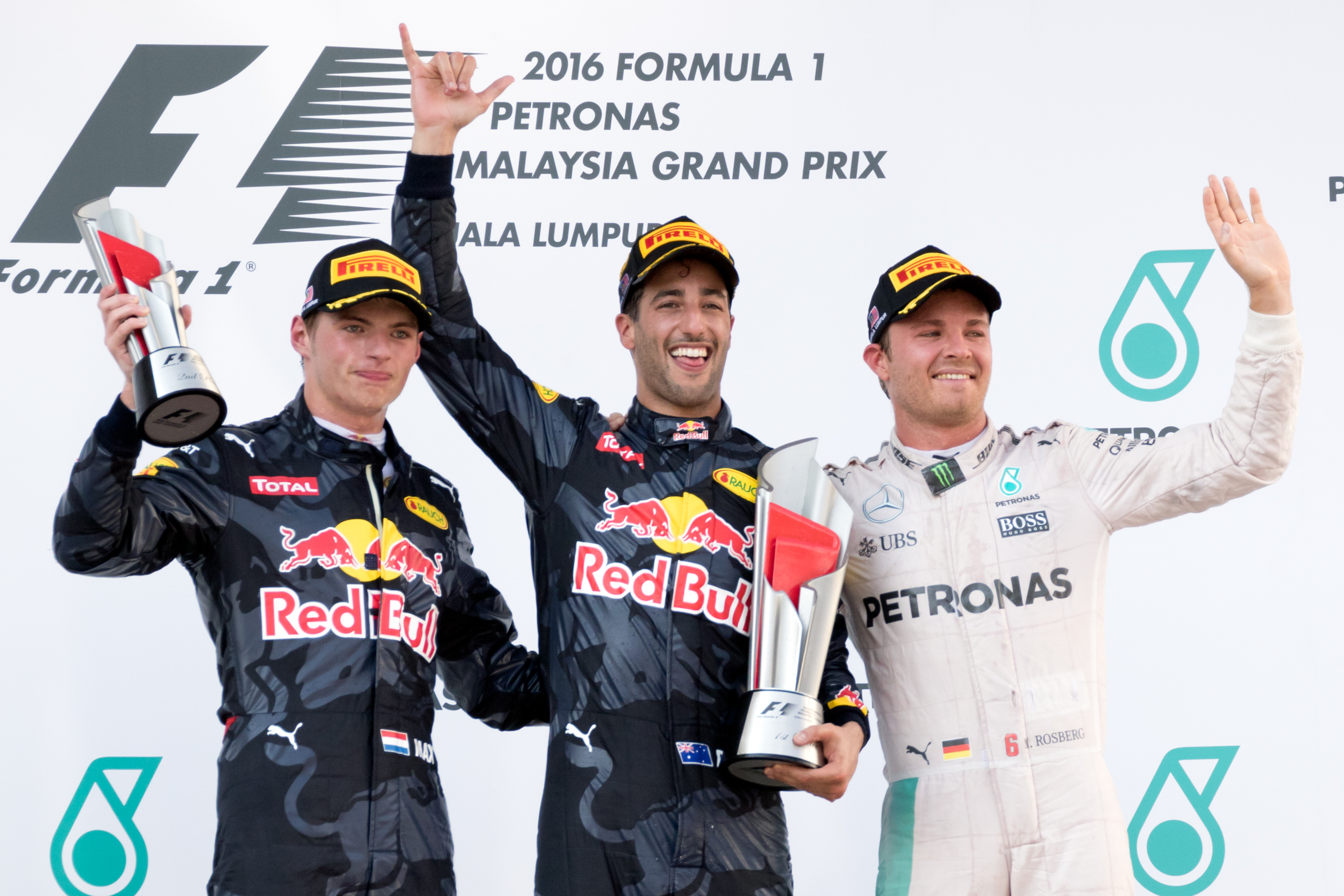
Podium du Grand Prix automobile de Malaisie 2016.

Lewis Hamilton devance son coéquipier Nico Rosberg de plus de quatre dixièmes de seconde pour réaliser la cinquante-septième pole position de sa carrière débutée en 2007 et s'élancer pour la centième fois depuis la première ligne. Sa première tentative lors de la troisième phase qualificative lui suffit pour se mettre hors de portée, battant, en 1 minute 32 secondes 850 centièmes, le record de la pole position sur la piste de Sepang détenu depuis 2004 par Michael Schumacher tandis que Rosberg doit s'y reprendre à deux fois, après n'avoir obtenu que le cinquième temps lors de son premier essai, pour se hisser à ses côtés en haut de la grille de départ. Derrière les Flèches d'Argent qui occupent la première ligne pour la neuvième fois cette saison, les Red Bull Racing de Max Verstappen (troisième) et Daniel Ricciardo (quatrième) devancent les Ferrari de Sebastian Vettel qui précède Kimi Räikkönen en troisième ligne puis les Force India de Sergio Pérez et Nico Hülkenberg en quatrième ligne. Jenson Button s'élance de la neuvième place pour son trois-centième départ en Grand Prix depuis ses débuts en 2000.
Pour la première fois depuis la saison 2013, à l'ère du moteur V8, Red Bull Racing réalise un doublé au terme des cinquante-six-tours de course. Daniel Ricciardo remporte, devant Max Verstappen, sa quatrième victoire en Grand Prix ; il ne s'était plus imposé depuis le Grand Prix de Belgique 2014. Il doit pour cela résister à son jeune coéquipier, particulièrement aux alentours du trente-neuvième tour où ce dernier, parvenu dans la « zone DRS », porte plusieurs attaques. L'écurie autrichienne interrompt une série de dix victoires consécutives des Mercedes en profitant de leurs malheurs puisque Nico Rosberg est envoyé en tête-à-queue dans le premier virage après un triple contact provoquant l'abandon concomitant de Sebastian Vettel (pénalisé d'un recul de trois places au prochain Grand Prix à cause de cette manœuvre) tandis que Lewis Hamilton est victime d'une rarissime casse de son moteur Mercedes V6 turbo hybride après quarante et un tours alors qu'il roule confortablement en tête. Rosberg, relégué en dernière position au premier tour, parvient à monter sur le podium et à réaliser une bonne opération dans sa quête du titre mondial, malgré sa pénalité de dix secondes infligée pour avoir percuté Kimi Räikkönen en le dépassant ; le Finlandais termine néanmoins quatrième, à plus de treize secondes du leader du championnat. Valtteri Bottas prend la cinquième place devant Sergio Pérez et les deux McLaren-Honda se classent dans les points : Fernando Alonso septième et Jenson Button neuvième, Nico Hülkenberg s'intercalant entre eux. Le pilote novice Jolyon Palmer inscrit le point de la dixième place, son premier en Formule 1.  
Rosberg, avec 288 points, prend une avance de vingt-trois points sur Hamilton resté à 265 points. Ricciardo consolide sa troisième place (204 points) devant Räikkönen (160 points) qui repasse Vettel (153 points). Max Verstappen, avec 147 points, devance Bottas (80 points), Pérez (74 points) et Hülkenberg (50 points). Mercedes dont le sacre 2016 est retardé par Red Bull (une victoire en Malaisie lui permettait d'obtenir un troisième titre consécutif) mène le championnat constructeurs avec 553 points, devant Red Bull Racing (359 points) qui distance désormais la Scuderia Ferrari (313 points) de quarante-six points ; suivent Force India (124 points), Williams (121 points), McLaren (62 points), Scuderia Toro Rosso (47 points), Haas (28 points), Renault (8 points) et Manor (1 point).

### Grand Prix du Japon

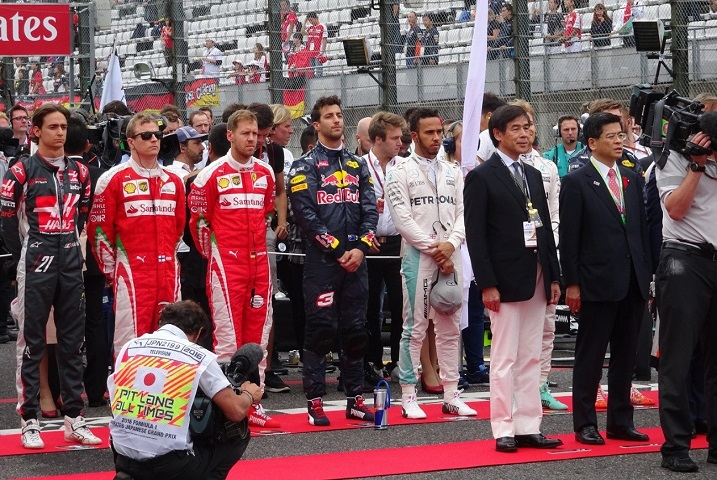
Les pilotes durant l'hymne national avant le départ.

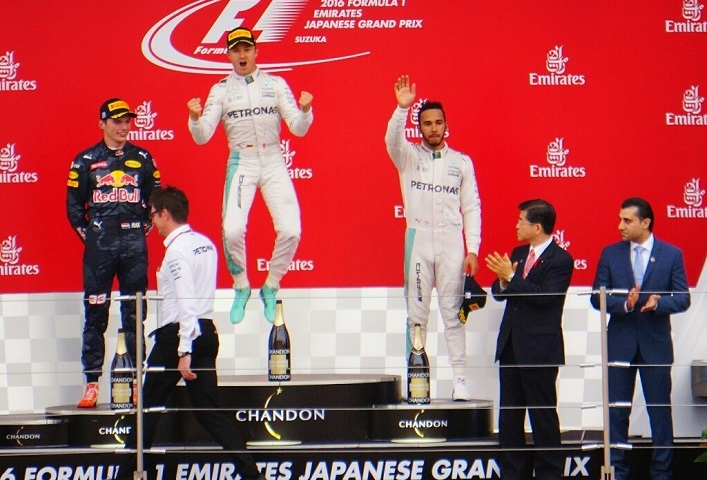
Nico Rosberg fêtant sa victoire sur le podium.

Meilleur temps de toutes les séances d'essais avec, à chaque fois, une faible avance sur Lewis Hamilton, Nico Rosberg doit attendre sa deuxième tentative, dans la troisième phase des qualifications, pour obtenir sa troisième pole position consécutive et atteindre le chiffre rond de trente départs en tête dans sa carrière. Distancé par son coéquipier sur son premier temps en Q3, il le bat de treize millièmes de seconde sous le drapeau à damier. Du Grand Prix du Japon 2015 à celui-ci, Mercedes a toujours placé au moins un pilote en première ligne, soit vingt-trois fois consécutivement. Les écarts entre les six premiers sur la grille de départ sont particulièrement faibles ; les Ferrari de Kimi Räikkönen et de Sebastian Vettel devancent les Red Bul de Max Verstappen et de Daniel Ricciardo mais Vettel, auteur du quatrième temps, est pénalisé d'un recul de trois places pour avoir causé l'accident du premier virage du Grand Prix précédent. Räikkönen subit quant à lui aussi un recul de cinq places pour changement de sa boîte de vitesses après les qualifications. En conséquence, la deuxième ligne est composée de Verstappen et Ricciardo et la troisième de  Sergio Pérez, auteur du septième temps, et de Vettel. Räikkönen s'élance en quatrième ligne, au côté de Romain Grosjean qui, en se hissant à la huitième place, réalise la meilleure qualification de Haas F1 Team depuis ses débuts.
Mercedes Grand Prix remporte son troisième titre mondial des constructeurs consécutif à l'issue de cinquante-trois tours de course entièrement dominés par Nico Rosberg qui fait un pas de plus vers un premier sacre chez les pilotes en obtenant sa neuvième victoire de la saison, la vingt-troisième de sa carrière. Comme souvent entre les deux pilotes des Flèches d'Argent, désormais seuls en lice pour la couronne 2016, tout se joue au départ : alors que Lewis Hamilton rate son envol et perd sept places, Rosberg maîtrise sa procédure de démarrage et contrôle la course de bout en bout. Deuxième au premier virage, Max Verstappen termine à la même place, comme la semaine précédente en  Malaisie. Hamilton, après une remontée pour tenter de limiter l'écart sur son rival au championnat du monde, obtient, en se classant troisième, le centième podium de sa carrière, tentant même en fin de course, mais sans succès, de dépasser Verstappen pour les 18 points de la deuxième place. Les pilotes Ferrari, tous deux pénalisés sur la grille de départ, terminent quatrième (Vettel auteur du meilleur tour en course dans sa trente-sixième boucle, et éphémère leader durant cinq tours) et cinquième (Räikkonen). Daniel Ricciardo prend la sixième place ; suivent dans les points, les Force India de Sergio Pérez et Nico Hülkenberg et les Williams de Felipe Massa et Valtteri Bottas. Aucun des vingt-deux pilotes en course n'a abandonné. 
Rosberg, avec 313 points, porte son avance à trente-trois points sur Hamilton (280 points). Ricciardo reste troisième (212 points) devant Räikkönen (170 points) alors que Verstappen est cinquième, à égalité de points avec Vettel (165 points). Ils devancent Bottas (81 points), Pérez (80 points) et Hülkenberg (54 points). Mercedes, avec 593 points, ne peut plus être battu et remporte son troisième titre mondial consécutif des constructeurs, Red Bull Racing suit avec 385 points devant la Scuderia Ferrari, troisième avec 335 points ; suivent Force India (134 points), Williams (124 points), McLaren (62 points), Scuderia Toro Rosso (47 points), Haas (28 points), Renault (8 points) et Manor (1 point).

### Grand Prix des États-Unis
Lewis Hamilton réalise, pour la première fois en cinq participations, la pole position sur le circuit des Amériques. Auteur du meilleur temps lors de ses deux tentatives au cours de la troisième phase des qualifications, il prend son neuvième départ en tête de la saison, le cinquante-huitième de sa carrière. Il établit un nouveau record en ayant obtenu la pole position sur vingt-trois circuits différents. Battu de deux dixièmes de seconde, son coéquipier Nico Rosberg l'accompagne, pour la onzième fois de l'année, en première ligne. Les Red Bull Racing sont à nouveau meilleures que les Ferrari, Daniel Ricciardo et Max Verstappen occupant la deuxième ligne devant Kimi Räikkönen et Sebastian Vettel sur la troisième ligne.  
Lewis Hamilton réussit son envol à l'extinction des feux et mène les cinquante-six tours de course à sa main, ne laissant le commandement à Sebastian Vettel que durant trois tours, à l'occasion de son arrêt au stand du onzième tour. Le Britannique qui ne s'était plus imposé depuis le Grand Prix d'Allemagne le 31 juillet, gagne sa septième course de la saison, son quatrième succès sur cinq éditions disputées à Austin, et le cinquantième de sa carrière. Nico Rosberg permet aux Flèches d'Argent de réaliser leur cinquième doublé de la saison. S'il concède sept points à son coéquipier, son avance de vingt-six points pourrait lui permettre de gagner le titre mondial dès la course suivante. Rosberg, bien que devancé par Daniel Ricciardo au premier virage, se classe deuxième en profitant de la neutralisation de la course (par la voiture de sécurité virtuelle) après l'abandon de Max Verstappen au vingt-huitième tour, pour s'arrêter chausser des pneumatiques. Ricciardo dont la stratégie de course est contrecarrée par cet événement, monte toutefois sur la troisième marche du podium en devançant largement Sebastian Vettel, seul  pilote Ferrari à l'arrivée. Mieux placé en course, Kimi Räikkönen est victime d'une erreur de ses mécaniciens qui n'ont pas serré un écrou de roue arrière lors de son troisième arrêt au trente-huitième tour, provoquant son abandon. En fin de course, Fernando Alonso, auteur de dépassements tranchants sur Felipe Massa et Carlos Sainz Jr., prend la cinquième place et égale son meilleur résultat de la saison. À un tour du vainqueur, Sainz termine sixième et Massa septième. Plus loin, Sergio Pérez, Jenson Button et Romain Grosjean prennent les derniers points en jeu. 
Rosberg, avec 331 points, garde une avance de vingt-six points sur Hamilton (305 points). Le pilote allemand peut remporter le titre mondial au Mexique s'il l'emporte et si son coéquipier ne marque pas. Ce dernier peut garder sa chance s'il s'impose dans les trois derniers Grand Prix, sans toutefois rester maitre de son destin. Ricciardo s'approche du podium du championnat pilote 2016 avec 227 points tandis que Vettel remonte au quatrième rang (177 points) devant Räikkönen (170 points) et Verstappen (165 points) qui n'ont pas marqué. Ils devancent Pérez (84 points), Bottas (81 points), Hülkenberg (54 points) et Alonso (52 points). Déjà champion, Mercedes, porte son total à 636 points, tandis que Red Bull Racing (400 points) augmente son avance sur la Scuderia Ferrari, troisième avec 347 points ; suivent Force India (138 points), Williams (130 points), McLaren (74 points), Scuderia Toro Rosso (55 points), Haas (29 points), Renault (8 points) et Manor (1 point).

### Grand Prix du Mexique
Contraint de gagner cette course s'il veut garder une chance de conserver sa couronne mondiale, Lewis Hamilton commence par réaliser la pole position, en se mettant hors de portée de ses rivaux dès sa première tentative dans la troisième phase des qualifications ; c'est son dixième départ en tête de la saison, le cinquante-neuvième de sa carrière. D'abord devancé par les deux Red Bull, Nico Rosberg parvient, dans un dernier effort, à se hisser en première ligne, aux côtés de son coéquipier. Auteur du troisième temps, Max Verstappen devance son coéquipier Daniel Ricciardo sur la deuxième ligne alors que Nico Hülkenberg, auteur du cinquième temps avec sa Force India, devance les Ferrari et occupe la troisième ligne avec Kimi Räikkönen, Sebastian Vettel partageant la quatrième ligne avec Valtteri Bottas. 
Malgré une chaude alerte au premier virage quand Lewis Hamilton rate son freinage et doit couper à travers le gazon tandis que Nico Rosberg est poussé hors de la piste par Max Verstappen, les Mercedes réalisent un nouveau doublé au bout des 71 tours de course et obtiennent une dix-septième victoire en 2016, ce qui constitue un nouveau record. Passé ce premier tour mouvementé qui occasionne également la sortie de la voiture de sécurité après un accrochage qui provoque l'abandon de Pascal Wehrlein, Hamilton s'envole vers la cinquante-et-unième victoire de sa carrière sans être inquiété. Son huitième succès de la saison lui permet de reprendre sept points à son coéquipier dans sa lutte pour le titre. Le Britannique rejoint Alain Prost au deuxième rang du Palmarès des vainqueurs de Grand Prix. Nico Rosberg doit dans un premier temps repousser les attaques de Max Verstappen, mais ne rencontre pas par la suite le moindre problème pour aller compléter le trente-quatrième doublé des Flèches d'Argent. Derrière les Mercedes, la bataille pour la troisième place fait rage entre Sebastian Vettel et les deux Red Bull. Troisième sous le drapeau à damiers, Verstappen est pénalisé de cinq secondes pour avoir coupé un virage et en avoir tiré un avantage face à Vettel. Si ce dernier monte sur le podium devant la foule mexicaine, il perd sa place sur tapis vert après avoir écopé ensuite d'une pénalité de dix secondes pour avoir changé de ligne au freinage dans son duel avec Daniel Ricciardo. Au milieu de ces péripéties, Vettel insulte le directeur de course Charlie Whiting à la radio : « Va te faire foutre ! ».  Ainsi, Ricciardo est finalement troisième devant Verstappen et Vettel. Loin de ces débats houleux, Kimi Räikkönen termine sixième à 49 secondes du vainqueur et précède Nico Hülkenberg et Valtteri Bottas. Felipe Massa et Sergio Pérez qui ont passé toute la course roue dans roue, franchissent de la même manière la ligne d'arrivée pour prendre les derniers points en jeu. 
Rosberg, avec 349 points, garde une avance de dix-neuf points sur Hamilton (330 points). Une victoire au Brésil quel que soit le résultat de son coéquipier assure à l'Allemand le titre mondial. Ricciardo est quasiment assuré de la troisième place avec 329 points et 47 points d'avance sur Vettel (192 points) ; suivent Räikkönen (178 points) et Verstappen (175 points) qui devancent Pérez et Bottas (85 points), Hülkenberg (60 points) et Alonso (52 points). Déjà champion, Mercedes porte son total à 679 points, tandis que Red Bull Racing (422 points) augmente encore son avance sur la Scuderia Ferrari, troisième avec 370 points ; suivent Force India (145 points), Williams (136 points), McLaren (74 points), Scuderia Toro Rosso (55 points), Haas (29 points), Renault (8 points) et Manor (1 point).

### Grand Prix du Brésil
Dominateur des trois phases des qualifications, Lewis Hamilton réalise la soixantième pole position de sa carrière, sa onzième de la saison, et offre un nouveau record à Mercedes Grand Prix : dix-neuf départ en tête en une saison, grâce à la Mercedes AMG F1 W07 Hybrid. Il bat d'un dixième de seconde son coéquipier Nico Rosberg qui peut remporter son premier titre mondial s'il gagne la course. Le plus rapide derrière les Flèches d'Argent est Kimi Räikkönen, qui partage la deuxième ligne avec Max Verstappen alors que Sebastian Vettel devance Daniel Ricciardo en troisième ligne. En quatrième ligne, avec le septième temps, Romain Grosjean égale son meilleur résultat en qualification pour Haas F1 Team.
Ni une pluie continuelle, ni plusieurs sorties de la voiture de sécurité et les redémarrages en piste les ayant suivies, ni deux longues interruptions au drapeau rouge d'une course qui a duré plus de trois heures n'empêchent Lewis Hamilton de mener de bout en bout les soixante-et-onze tours de l'avant-dernier Grand Prix de la saison. Il remporte sa première victoire au Brésil, la cinquante-deuxième de sa carrière (qui fait de lui le dauphin de Michael Schumacher au palmarès des vainqueurs de Grands prix), sa neuvième cette saison (égalant le total de Nico Rosberg) et la dix-huitième de Mercedes Grand Prix qui améliore son record sur une année. Dépassé au trente-deuxième tour par Max Verstappen, Nico Rosberg profite des errements stratégiques de Red Bull Racing pour compléter un nouveau doublé des Flèches d'Argent. Il concède sept points à son coéquipier et rival avant d'aborder l'épreuve finale d'Abou Dabi avec douze points d'avance. Sur une piste totalement détrempée, où les accidents se multiplient (notamment pour Romain Grosjean dès le tour de mise en grille ou Kimi Raïkkönen dans la ligne droite au dix-neuvième tour), Max Verstappen réalise une performance remarquable en se montrant particulièrement créatif dans le choix de ses trajectoires : repoussé au quatorzième rang après un cinquième arrêt au cinquante-cinquième tour pour corriger une erreur (il repasse les pneus « maxi pluie » dix tours après avoir chaussé des gommes intermédiaires inadaptées), il dépasse un à un onze pilotes dans les seize dernières boucles pour monter sur le podium. Il devient le plus jeune pilote de l'histoire à réaliser un meilleur tour en course. De son côté, Sergio Pérez résiste jusqu'au bout à Sebastian Vettel pour conserver la quatrième place. Tous les pilotes classés dans les points se tiennent en quarante-quatre secondes ; dans des conditions de visibilité extrêmement difficiles, Carlos Sainz Jr. termine sixième devant Nico Hülkenberg et Daniel Ricciardo. Felipe Nasr, en finissant neuvième devant Fernando Alonso, marque les premiers points de Sauber. Douzième à l'arrivée, Esteban Ocon, à plusieurs reprises en mesure de marquer ses premiers points et huitième à onze tours de l'arrivée, a évité de justesse Kimi Räikkönen quand il a tapé le muret dans la ligne droite. 
Rosberg (367 points) conserve douze points d'avance sur Hamilton (355 points). Il lui suffit de finir devant son coéquipier à Abou Dabi pour remporter son premier titre mondial ; une deuxième ou une troisième place lui suffiront si Hamilton remporte la dernière course de la saison. Ricciardo termine définitivement troisième avec 246 points et 49 points d'avance sur Vettel (197 points), sous la menace de Verstappen, désormais cinquième rang avec 192 points. Suivent Räikkönen (178 points), Pérez (97 points), Valtteri Bottas (85 points), Hülkenberg (66 points) et Alonso (53 points). Déjà champion, Mercedes porte son total à 722 points tandis que Red Bull Racing (422 points) termine deuxième du championnat des constructeurs devant la Scuderia Ferrari, troisième avec 375 points ; suivent Force India (163 points), Williams (136 points), McLaren (75 points), Scuderia Toro Rosso (63 points), Haas (29 points), Renault (8 points), Sauber (2 points) et Manor (1 point).

### Grand Prix d'Abou Dabi
Pour la vingt-neuvième fois en soixante-sept saisons de Formule 1, le titre mondial des pilotes se joue lors de la dernière course. Il revient, pour la troisième année consécutive, à un pilote de l'écurie Mercedes Grand Prix puisque Nico Rosberg aborde cette manche finale avec douze points d'avance sur Lewis Hamilton, son coéquipier double tenant du titre. Les deux pilotes s'élancent de la première ligne pour la quinzième fois de la saison : dominateur lors des trois phases qualificatives, Hamilton réalise la soixante-et-unième pole position de sa carrière, sa quatrième consécutive, sa douzième de l'année,  tandis que Rosberg, battu de 303 millièmes de seconde, occupe une des deux premières places sur la grille de départ pour la douzième fois de suite. Mercedes obtient sa quinzième pole consécutive et la vingtième de l'année, améliorant ainsi le record qu'elle détenait déjà. Daniel Ricciardo, sur Red Bull, et le pilote Ferrari Kimi Räikkönen occupent la deuxième ligne tandis que leurs coéquipiers prennent place en troisième ligne, Sebastian Vettel, cinquième, devançant Max Verstappen.
Deuxième derrière son coéquipier Lewis Hamilton, au terme des cinquante-cinq tours de course, et avec neuf victoires, seize podiums cette année et 385 points, Nico Rosberg est sacré champion du monde, trente-quatre ans après son père Keke. Hamilton, qui obtient sur la piste de Yas Marina sa dixième victoire de la saison et la 53e de sa carrière, aura tout fait pour contrecarrer Rosberg en ralentissant considérablement son rythme à l'avant. Ignorant délibérément les injonctions de son stand qui lui ordonne d'accélérer, il tente de permettre aux pilotes Ferrari et Red Bull de revenir sur son rival afin qu'ils le rejettent au-delà de la troisième place, ce qui lui permettrait de conserver sa couronne ; il n'en est finalement rien. Si Sebastian Vettel, troisième grâce à une stratégie décalée et de beaux dépassements en fin de course, suivi par Max Verstappen et Daniel Ricciardo, terminent groupés dans le sillage des Flèches d'Argent, Rosberg conserve sa deuxième place, gagnée au vingt-et-unième tour en dépassant Verstappen de façon musclée, ce dernier étant revenu en optant pour un seul arrêt au stand après avoir échoué en queue de peloton au premier virage en partant en tête-à-queue. Rosberg termine derrière Hamilton pour la quatrième fois consécutive, au bout d'une course qu'il juge « pire que l'enfer » afin de remporter son premier titre mondial lors de sa onzième saison en Formule 1 pour son 206e départ. Les autres pilotes dans les points terminent plus loin, Kimi Räikkönen sixième à 18 secondes, isolé par rapport aux Force India de Nico Hülkenberg et Sergio Pérez à plus de 50 secondes, alors que Felipe Massa achève sa carrière en Formule 1 avec les deux points de la neuvième place, Fernando Alonso terminant dixième. 
Rosberg (385 points) est sacré champion du monde avec cinq points d'avance sur Hamilton (380 points). Ricciardo termine troisième avec 256 points tandis que Vettel conserve sa quatrième place (212 points), devant Verstappen (204 points) et Räikkönen (186 points). Suivent Pérez (101 points), Valtteri Bottas (85 points), Hülkenberg (72 points) et Alonso (54 points). Champion des constructeurs pour la troisième fois consécutive, Mercedes porte son total à 765 points alors que Red Bull Racing (468 points) termine deuxième devant la Scuderia Ferrari, troisième avec 398 points ; suivent Force India (173 points), Williams (138 points), McLaren (76 points), Scuderia Toro Rosso (63 points), Haas (29 points), Renault (8 points), Sauber (2 points) et Manor (1 point).

## Classements saison 2016

### Attribution des points

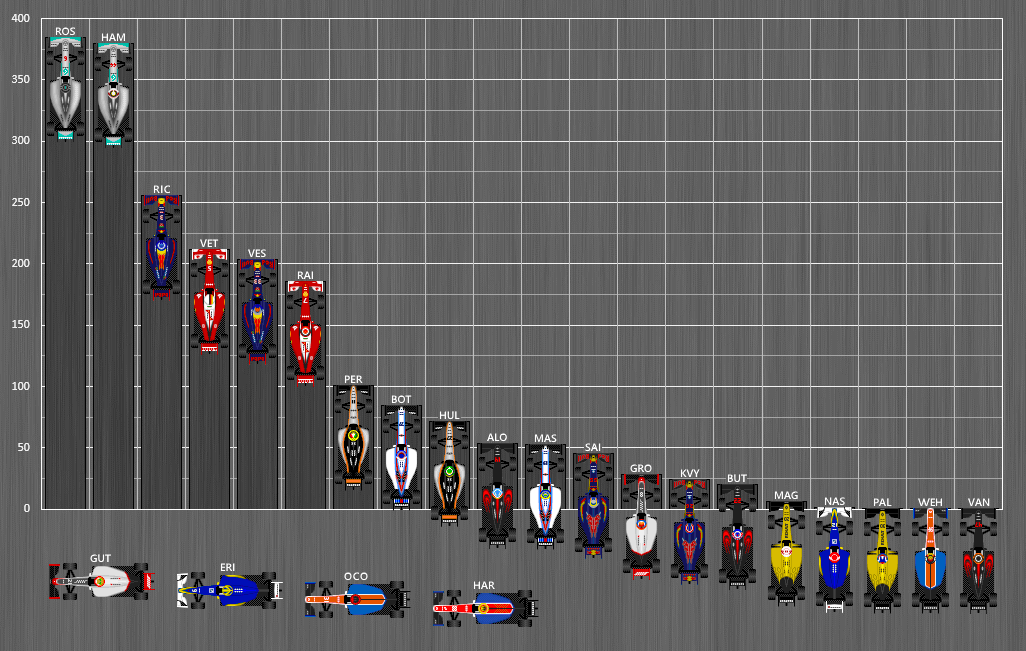
Classement des pilotes.

| Position | 1er | 2e | 3e | 4e | 5e | 6e | 7e | 8e | 9e | 10e |
| -------- | --- | -- | -- | -- | -- | -- | -- | -- | -- | --- |
| Points   | 25  | 18 | 15 | 12 | 10 | 8  | 6  | 4  | 2  | 1   |

### Pilotes
| Pos.     | Pilotes           | AUS  | BAH  | CHI | RUS  | ESP  | MON  |      |      |      |      |      |      |      |      |      |      |    |      |      |      |      | Points |
| -------- | ----------------- | ---- | ---- | --- | ---- | ---- | ---- | ---- | ---- | ---- | ---- | ---- | ---- | ---- | ---- | ---- | ---- | -- | ---- | ---- | ---- | ---- | ------ |
| Champion | Nico Rosberg      | 25   | 25   | 25  | 25   | Abd. | 6    | 10   | 25   | 12   | 15   | 18   | 12   | 25   | 25   | 25   | 15   | 25 | 18   | 18   | 18   | 18   | 385    |
| 2        | Lewis Hamilton    | 18   | 15   | 6   | 18   | Abd. | 25   | 25   | 10   | 25   | 25   | 25   | 25   | 15   | 18   | 15   | Abd. | 15 | 25   | 25   | 25   | 25   | 380    |
| 3        | Daniel Ricciardo  | 12   | 12   | 12  | 0    | 12   | 18   | 6    | 6    | 10   | 12   | 15   | 18   | 18   | 10   | 18   | 25   | 8  | 15   | 15   | 4    | 10   | 256    |
| 4        | Sebastian Vettel  | 15   | Np.  | 18  | Abd. | 15   | 12   | 18   | 18   | Abd. | 2    | 12   | 10   | 8    | 15   | 10   | Abd. | 12 | 12   | 10   | 10   | 15   | 212    |
| 5        | Max Verstappen    | 1    | 8    | 4   | Abd. | 25   | Abd. | 12   | 4    | 18   | 18   | 10   | 15   | 0    | 6    | 8    | 18   | 18 | Abd. | 12   | 15   | 12   | 204    |
| 6        | Kimi Räikkönen    | Abd. | 18   | 10  | 15   | 18   | Abd. | 8    | 12   | 15   | 10   | 8    | 8    | 2    | 12   | 12   | 12   | 10 | Abd. | 8    | Abd. | 8    | 186    |
| 7        | Sergio Pérez      | 0    | 0    | 0   | 2    | 6    | 15   | 1    | 15   | 0*   | 8    | 0    | 1    | 10   | 4    | 4    | 8    | 6  | 4    | 1    | 12   | 4    | 101    |
| 8        | Valtteri Bottas   | 4    | 2    | 1   | 12   | 10   | 0    | 15   | 8    | 2    | 0    | 2    | 2    | 4    | 8    | Abd. | 10   | 1  | 0    | 4    | 0    | Abd. | 85     |
| 9        | Nico Hülkenberg   | 6    | 0    | 0   | Abd. | Abd. | 8    | 4    | 2    | Abd. | 6    | 1    | 6    | 12   | 1    | Abd. | 4    | 4  | Abd. | 6    | 6    | 6    | 72     |
| 10       | Fernando Alonso   | Abd. |      | 0   | 8    | Abd. | 10   | 0    | Abd. | Abd. | 0    | 6    | 0    | 6    | 0    | 6    | 6    | 0  | 10   | 0    | 1    | 1    | 54     |
| 11       | Felipe Massa      | 10   | 4    | 8   | 10   | 4    | 1    | Abd. | 1    | Abd. | 0    | 0    | Abd. | 1    | 2    | 0    | 0    | 2  | 6    | 2    | Abd. | 2    | 53     |
| 12       | Carlos Sainz Jr.  | 2    | Abd. | 2   | 0    | 8    | 4    | 2    | Abd. | 4    | 4    | 4    | 0    | Abd. | 0    | 0    | 0    | 0  | 8    | 0    | 8    | Abd. | 46     |
| 13       | Romain Grosjean   | 8    | 10   | 0   | 4    | Abd. | 0    | 0    | 0    | 6    | Abd. | 0    | 0    | 0    | 0    | Np.  | Abd. | 0  | 1    | 0    | Np.  | 0    | 29     |
| 14       | Daniil Kvyat      | Np.  | 6    | 15  | 0    | 1    | Abd. | 0    | Abd. | Abd. | 1    | 0    | 0    | 0    | Abd. | 2    | 0    | 0  | 0    | 0    | 0    | Abd. | 25     |
| 15       | Jenson Button     | 0    | Abd. | 0   | 1    | 2    | 2    | Abd. | 0    | 8    | 0    | Abd. | 4    | Abd. | 0    | Abd. | 2    | 0  | 2    | 0    | 0    | Abd. | 21     |
| 16       | Kevin Magnussen   | 0    | 0    | 0   | 6    | 0    | Abd. | 0    | 0    | 0    | 0    | 0    | 0    | Abd. | 0    | 1    | 0    | 0  | 0    | 0    | 0    | Abd. | 7      |
| 17       | Felipe Nasr       | 0    | 0    | 0   | 0    | 0    | Abd. | 0    | 0    | 0    | 0    | 0    | Abd. | 0    | Abd. | 0    | Abd. | 0  | 0    | 0    | 2    | 0    | 2      |
| 18       | Pascal Wehrlein   | 0    | 0    | 0   | 0    | 0    | 0    | 0    | Abd. | 1    | Abd. | 0    | 0    | Abd. | Abd. | 0    | 0    | 0  | 0    | Abd. | 0    | 0    | 1      |
| 19       | Jolyon Palmer     | 0    | Np.  | 0   | 0    | 0    | Abd. | Abd. | 0    | 0    | Abd. | 0    | 0    | 0    | Abd. | 0    | 1    | 0  | 0    | 0    | Abd. | 0    | 1      |
| 20       | Stoffel Vandoorne |      | 1    |     |      |      |      |      |      |      |      |      |      |      |      |      |      |    |      |      |      |      | 1      |
| 21       | Esteban Gutiérrez | Abd. | Abd. | 0   | 0    | 0    | 0    | 0    | 0    | 0    | 0    | 0    | 0    | 0    | 0    | 0    | Abd. | 0  | Abd. | 0    | Abd. | 0    | 0      |
| 22       | Marcus Ericsson   | Abd. | 0    | 0   | 0    | 0    | Abd. | 0    | 0    | 0    | Abd. | 0    | 0    | Abd. | 0    | 0    | 0    | 0  | 0    | 0    | Abd. | 0    | 0      |
| 23       | Rio Haryanto      | Abd. | 0    | 0   | Abd. | 0    | 0    | 0    | 0    | 0    | Abd. | 0    | 0    |      |      |      |      |    |      |      |      |      | 0      |
| 24       | Esteban Ocon      |      |      |     |      |      |      |      |      |      |      |      |      | 0    | 0    | 0    | 0    | 0  | 0    | 0    | 0    | 0    | 0      |

### Constructeurs
| Pos.  | Constructeurs         | Pilotes | AUS  | BAH  | CHI | RUS  | ESP  | MON  |      |      |      |      |      |      |      |      |      |      |    |      |      |      |      | Points |
| ----- | --------------------- | ------- | ---- | ---- | --- | ---- | ---- | ---- | ---- | ---- | ---- | ---- | ---- | ---- | ---- | ---- | ---- | ---- | -- | ---- | ---- | ---- | ---- | ------ |
| Chmp. | Mercedes              | ROS     | 25   | 25   | 25  | 25   | Abd. | 6    | 10   | 25   | 12   | 15   | 18   | 12   | 25   | 25   | 25   | 15   | 25 | 18   | 18   | 18   | 18   | 765    |
| Chmp. | Mercedes              | HAM     | 18   | 15   | 6   | 18   | Abd. | 25   | 25   | 10   | 25   | 25   | 25   | 25   | 15   | 18   | 15   | Abd. | 15 | 25   | 25   | 25   | 25   | 765    |
| 2     | Red Bull- TAG Heuer   | RIC     | 12   | 12   | 12  | 0    | 12   | 18   | 6    | 6    | 10   | 12   | 15   | 18   | 18   | 10   | 18   | 25   | 8  | 15   | 15   | 4    | 10   | 468    |
| 2     | Red Bull- TAG Heuer   | KVY     | Np.  | 6    | 15  | 0    |      |      |      |      |      |      |      |      |      |      |      |      |    |      |      |      |      | 468    |
| 2     | Red Bull- TAG Heuer   | VER     |      |      |     |      | 25   | Abd. | 12   | 4    | 18   | 18   | 10   | 15   | 0    | 6    | 8    | 18   | 18 | Abd. | 12   | 15   | 12   | 468    |
| 3     | Ferrari               | VET     | 15   | Np.  | 18  | Abd. | 15   | 12   | 18   | 18   | Abd. | 2    | 12   | 10   | 8    | 15   | 10   | Abd. | 12 | 12   | 10   | 10   | 15   | 398    |
| 3     | Ferrari               | RAI     | Abd. | 18   | 10  | 15   | 18   | Abd. | 8    | 12   | 15   | 10   | 8    | 8    | 2    | 12   | 12   | 12   | 10 | Abd. | 8    | Abd. | 8    | 398    |
| 4     | Force India- Mercedes | PER     | 0    | 0    | 0   | 2    | 6    | 15   | 1    | 15   | 0*   | 8    | 0    | 1    | 10   | 4    | 4    | 8    | 6  | 4    | 1    | 12   | 4    | 173    |
| 4     | Force India- Mercedes | HUL     | 6    | 0    | 0   | Abd. | Abd. | 8    | 4    | 2    | Abd. | 6    | 1    | 6    | 12   | 1    | Abd. | 4    | 4  | Abd. | 6    | 6    | 6    | 173    |
| 5     | Williams- Mercedes    | BOT     | 4    | 2    | 1   | 12   | 10   | 0    | 15   | 8    | 2    | 0    | 2    | 2    | 4    | 8    | Abd. | 10   | 1  | 0    | 4    | 0    | Abd. | 138    |
| 5     | Williams- Mercedes    | MAS     | 10   | 4    | 8   | 10   | 4    | 1    | Abd. | 1    | Abd. | 0    | 0    | Abd. | 1    | 2    | 0    | 0    | 2  | 6    | 2    | Abd. | 2    | 138    |
| 6     | McLaren- Honda        | ALO     | Abd. |      | 0   | 8    | Abd. | 10   | 0    | Abd. | Abd. | 0    | 6    | 0    | 6    | 0    | 6    | 6    | 0  | 10   | 0    | 1    | 1    | 76     |
| 6     | McLaren- Honda        | BUT     | 0    | Abd. | 0   | 1    | 2    | 2    | Abd. | 0    | 8    | 0    | Abd. | 4    | Abd. | 0    | Abd. | 2    | 0  | 2    | 0    | 0    | Abd. | 76     |
| 6     | McLaren- Honda        | VAN     |      | 1    |     |      |      |      |      |      |      |      |      |      |      |      |      |      |    |      |      |      |      | 76     |
| 7     | Toro Rosso- Ferrari   | SAI     | 2    | Abd. | 2   | 0    | 8    | 4    | 2    | Abd. | 4    | 4    | 4    | 0    | Abd. | 0    | 0    | 0    | 0  | 8    | 0    | 8    | Abd. | 63     |
| 7     | Toro Rosso- Ferrari   | VER     | 1    | 8    | 4   | Abd. |      |      |      |      |      |      |      |      |      |      |      |      |    |      |      |      |      | 63     |
| 7     | Toro Rosso- Ferrari   | KVY     |      |      |     |      | 1    | Abd. | 0    | Abd. | Abd. | 1    | 0    | 0    | 0    | Abd. | 2    | 0    | 0  | 0    | 0    | 0    | Abd. | 63     |
| 8     | Haas- Ferrari         | GRO     | 8    | 10   | 0   | 4    | Abd. | 0    | 0    | 0    | 6    | Abd. | 0    | 0    | 0    | 0    | Np.  | Abd. | 0  | 1    | 0    | Np.  | 0    | 29     |
| 8     | Haas- Ferrari         | GUT     | Abd. | Abd. | 0   | 0    | 0    | 0    | 0    | 0    | 0    | 0    | 0    | 0    | 0    | 0    | 0    | Abd. | 0  | Abd. | 0    | Abd. | 0    | 29     |
| 9     | Renault               | MAG     | 0    | 0    | 0   | 6    | 0    | Abd. | 0    | 0    | 0    | 0    | 0    | 0    | Abd. | 0    | 1    | 0    | 0  | 0    | 0    | 0    | Abd. | 8      |
| 9     | Renault               | PAL     | 0    | Np.  | 0   | 0    | 0    | Abd. | Abd. | 0    | 0    | Abd. | 0    | 0    | 0    | Abd. | 0    | 1    | 0  | 0    | 0    | Abd. | 0    | 8      |
| 10    | Sauber- Ferrari       | NAS     | 0    | 0    | 0   | 0    | 0    | Abd. | 0    | 0    | 0    | 0    | 0    | Abd. | 0    | Abd. | 0    | Abd. | 0  | 0    | 0    | 2    | 0    | 2      |
| 10    | Sauber- Ferrari       | ERI     | Abd. | 0    | 0   | 0    | 0    | Abd. | 0    | 0    | 0    | Abd. | 0    | 0    | Abd. | 0    | 0    | 0    | 0  | 0    | 0    | Abd. | 0    | 2      |
| 11    | MRT- Mercedes         | WEH     | 0    | 0    | 0   | 0    | 0    | 0    | 0    | Abd. | 1    | Abd. | 0    | 0    | Abd. | Abd. | 0    | 0    | 0  | 0    | Abd. | 0    | 0    | 1      |
| 11    | MRT- Mercedes         | HAR     | Abd. | 0    | 0   | Abd. | 0    | 0    | 0    | 0    | 0    | Abd. | 0    | 0    |      |      |      |      |    |      |      |      |      | 1      |
| 11    | MRT- Mercedes         | OCO     |      |      |     |      |      |      |      |      |      |      |      |      | 0    | 0    | 0    | 0    | 0  | 0    | 0    | 0    | 0    | 1      |